# Turnul Eiffel
Turnul Eiffel (i/ˈaɪ[unsupported input]/ EYE-fəl; franceză Tour Eiffel ) este un turn din fontă cu structură zăbrelată, situat pe Champ de Mars în Paris, Franța. Este numit după inginerul Gustave Eiffel, a cărui companie a proiectat și construit turnul între 1887 și 1889.
Cunoscut și sub porecla „*La dame de fer*” („Doamna de fier”), a fost construit ca punct central al Expoziției Universale din 1889 și pentru a celebra centenarul Revoluției Franceze. Deși a fost criticat inițial de unii dintre cei mai importanți artiști și intelectuali ai Franței datorită designului său, a devenit ulterior un simbol cultural global al Franței și una dintre cele mai recunoscute structuri din lume. Turnul a primit 5.889.000 de vizitatori în 2022. Turnul Eiffel este cel mai vizitat monument cu taxă de intrare din lume: 6,91 milioane de persoane l-au urcat în 2015. A fost clasificat ca monument istoric în 1964 și inclus în situl UNESCO „Paris, malurile Senei” în 1991.
Turnul are o înălțime de 330 metri (1.083 ft), aproximativ echivalentul unei clădiri cu 81 de etaje, fiind cea mai înaltă structură din Paris. Baza sa este pătrată, cu laturile de 125 metri (410 ft). În timpul construcției, Turnul Eiffel a depășit Monumentul Washington, devenind cea mai înaltă structură artificială din lume—un titlu pe care l-a deținut timp de 41 de ani, până la finalizarea Chrysler Building din New York în 1930. A fost prima structură din lume care a depășit atât 200, cât și 300 de metri în înălțime. Datorită adăugării unei antene de emisie în vârf în 1957, turnul este acum cu 5,2 metri (17 ft) mai înalt decât Chrysler Building. Excluzând turnurile de emisie, Turnul Eiffel este a doua cea mai înaltă structură din Franța, după Podul Millau.
Turnul are trei niveluri accesibile vizitatorilor, cu restaurante pe primul și al doilea nivel. Platforma superioară a ultimului nivel se află la 276 m (906 ft) față de sol—cel mai înalt punct de observație public din Uniunea Europeană. Bilete pot fi cumpărate pentru a urca pe scări sau cu ascensorul până la primele două niveluri. Urcarea de la sol până la primul nivel presupune peste 300 de trepte, la fel și urcarea până la al doilea nivel, totalizând aproximativ 600 de trepte. Deși există o scară până în vârf, accesul este permis de obicei doar cu ascensorul. La acest ultim nivel se află un apartament privat construit pentru Gustave Eiffel, mobilat cu piese realizate de Jean Lachaise, unde acesta își primea prietenii, printre care și Thomas Edison.

## Istorie

### Origini
Proiectarea Turnului Eiffel este atribuită inginerilor Maurice Koechlin și Émile Nouguier, angajați ai companiei Compagnie des Établissements Eiffel. Ideea a luat formă în urma discuțiilor privind un monument central potrivit pentru Expoziția Universală din 1889, organizată cu ocazia centenarului Revoluției Franceze. În mai 1884, Koechlin a schițat acasă conceptul unui „pilastru uriaș, format din patru grinzi zăbrelate, separate la bază și unite în vârf, legate prin elemente metalice la intervale regulate”. Eiffel a fost inițial reticent, dar a aprobat studii suplimentare. Cei doi ingineri au colaborat apoi cu Stephen Sauvestre, șeful departamentului de arhitectură al companiei, care a adăugat arce decorative la bază, un pavilion vitrat la primul nivel și alte elemente ornamentale.

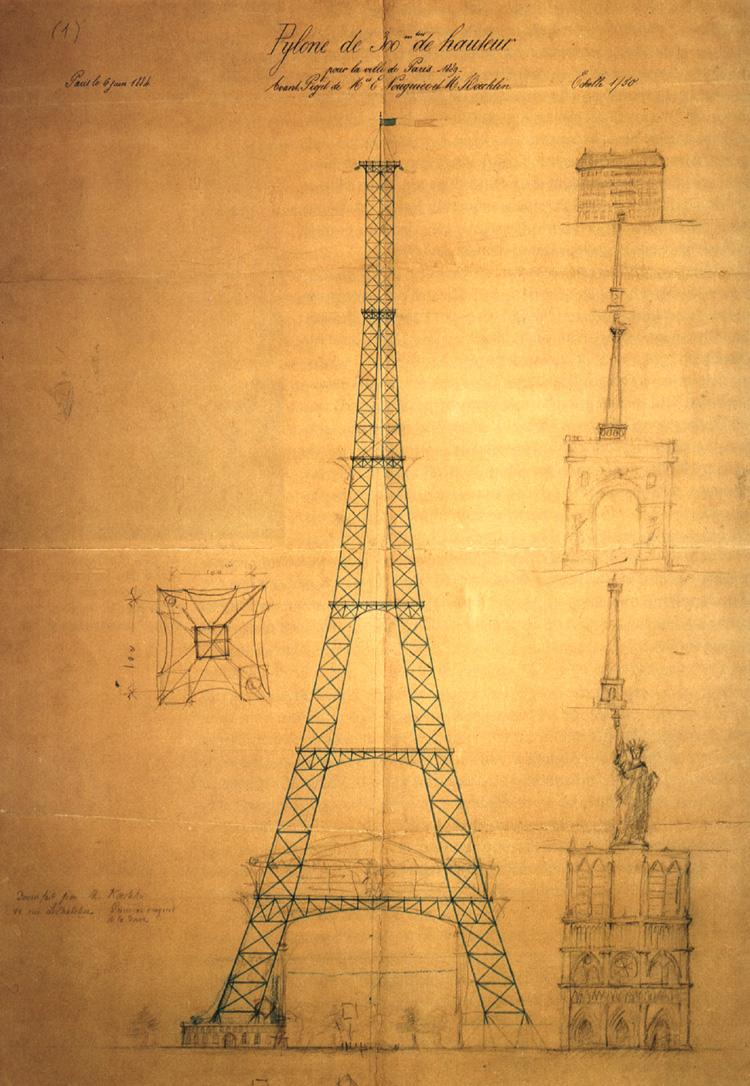
Prima schiță a Turnului Eiffel realizată de Maurice Koechlin, cu comparații de dimensiuni față de reperele pariziene: Notre Dame, replica Statuii Libertății și Coloana Vendôme

Versiunea îmbunătățită i-a câștigat sprijinul lui Eiffel: acesta a cumpărat drepturile de brevet ale proiectului și l-a expus la Salonul de Arte Decorative în toamna anului 1884 sub numele companiei. 
La 30 martie 1885, Eiffel și-a prezentat planurile în fața Société des Ingénieurs Civils; după ce a discutat problemele tehnice și a subliniat utilizările practice ale turnului, și-a încheiat discursul spunând că turnul va simboliza
„nu doar arta inginerului modern, ci și secolul Industriei și Științei în care trăim și pentru care drumul a fost pregătit de marea mișcare științifică a secolului al XVIII-lea și de Revoluția din 1789, monument căruia i se va ridica acest edificiu ca expresie a recunoștinței Franței.”
Proiectul a avansat abia în anul 1886, când Jules Grévy a fost reales președinte al Franței, iar Édouard Lockroy a devenit ministru al comerțului. După aprobarea bugetului expoziției, pe 1 mai, Lockroy a modificat condițiile concursului pentru monumentul central, impunând un studiu pentru un turn metalic de 300 m (980 ft) pe Champ de Mars—decizie care a favorizat proiectul lui Eiffel. (La acea vreme, un turn de 300 de metri era considerat un efort ingineresc extraordinar.) Pe data de 12 mai, o comisie a examinat propunerile, iar până în iunie a decis că doar proiectul lui Eiffel era viabil.
După dezbateri privind amplasarea exactă, contractul a fost semnat pe data de 8 ianuarie 1887. Eiffel a primit 1,5 milioane de franci (sub un sfert din costul estimat de 6,5 milioane), reținând drepturile comerciale asupra turnului timp de 20 de ani. El a înființat ulterior o companie separată pentru administrare, contribuind cu jumătate din capital.
Finanțarea construcției a fost asigurată parțial de banca franceză Crédit Industriel et Commercial (CIC), care, în paralel, administra împrumuturi controversate pentru Banca Națională a Haitiului. O parte din fonduri proveneau din despăgubirile pe care Franța le-a impus Haitiului pentru pierderile suferite de proprietarii de sclavi după Revoluția din Haiti. Haiti era obligată să plătească CIC aproape jumătate din taxele vamale, afectând grav economia sa.

### Protestul artiștilor

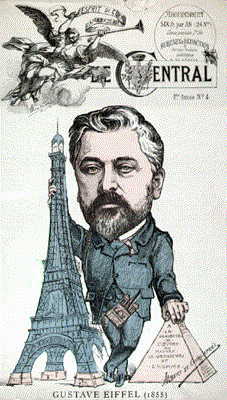
Caricatură a lui Gustave Eiffel comparând turnul cu Piramidele, publicată în Le Temps, 14 februarie 1887

Proiectul turnului a stârnit controverse, atrăgând critici atât din partea celor care îl considerau imposibil de realizat, cât și a celor care se opuneau pe motive artistice. Înaintea construcției Turnului Eiffel, nicio structură nu depășise 300 m sau chiar 200 m în înălțime, iar mulți credeau că este o imposibilitate tehnică. Aceste obiecții reflectau o dezbatere veche din Franța privind relația dintre arhitectură și inginerie. Conflictul s-a intensificat odată cu începerea lucrărilor pe Champ de Mars: s-a format un "Comitet al celor 300" (un membru pentru fiecare metru al turnului), condus de arhitectul Charles Garnier și alături de figuri marcante ale artei precum William-Adolphe Bouguereau, Guy de Maupassant, Charles Gounod și Jules Massenet. O petiție intitulată „Artiștii împotriva Turnului Eiffel” a fost trimisă ministrului lucrărilor publice, Adolphe Alphand, și publicată în Le Temps pe data de 14 februarie 1887:
Noi, scriitori, pictori, sculptori, arhitecți și iubitori ai frumuseții Parisului, protestăm cu toată puterea și indignarea în numele gustului francez înjunghiat împotriva ridicării ... acestui turn Eiffel inutil și monstruos ... Pentru a ne înțelege argumentele, închipuiți-vă un turn amețitor și ridicol dominând Parisul ca un coș gigantic de fum, zdrobind sub greutatea lui barbară Notre-Dame, Turnul Saint-Jacques, Luvru, Cupola Les Invalides, Arcul de Triumf—toate monumentele noastre umilite vor dispărea în acest coșmar. Iar timp de douăzeci de ani ... vom vedea întinzându-se ca o pată de cerneală umbra odioasă a acestei coloane de tablă nituită.

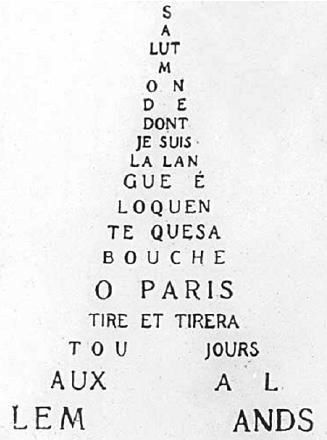
Un caligramă din 1918 de Guillaume Apollinaire: Salut monde dont je suis la langue éloquente que sa bouche Ô Paris tire et tirera toujours aux allemands („Salut, lume, a cărei limbă elocventă sunt, pe care gura ta, O Paris, o va întinde veșnic germanilor”).

Gustave Eiffel a răspuns comparând turnul cu Piramidele egiptene: „Turnul meu va fi cea mai înaltă construcție creată vreodată de om. Nu va fi și el grandios în felul său?” Édouard Lockroy a replicat ironic într-o scrisoare de sprijin adresată lui Alphand: „Judecând după ritmul solemn, frumuseța metaforelor și eleganța stilului precis, protestul este rezultatul colaborării celor mai mari scriitori ai epocii noastre”, subliniind că proiectul fusese deja aprobat și construcția începuse.
Garnier, membru al comisiei care examinase propunerile, nu obiectase inițial. Eiffel a argumentat că era prematur să se judece turnul doar pe baza schițelor, că distanța față de monumentele menționate în protest era suficientă pentru a nu le umbri, și a invocat estetica: „Nu respectă legile forțelor naturale și cele ale armoniei?”
Unii protestatari și-au schimbat părerea după finalizarea turnului; alții, precum Guy de Maupassant, au rămas critici—se spune că acesta lua prânzul zilnic în restaurantul turnului, singurul loc din Paris de unde turnul nu era vizibil.
Până în anul 1918, turnul devenise un simbol al Parisului și al Franței, după ce Guillaume Apollinaire a scris un poem patriotic sub forma unui caligramă inspirat de turn, exprimând sentimentele despre războiul împotriva Germaniei. Astăzi, este considerat o capodoperă a artei structurale și apare frecvent în filme și literatură.

## Construcție

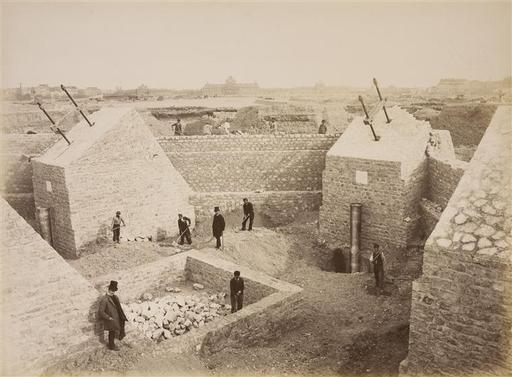
Fundațiile Turnului Eiffel, fotografiate în 1887

Lucrările la fundații au început pe data de 28 ianuarie 1887. Cele pentru picioarele estice și sudice au fost simple, fiecare rezemându-se pe patru plăci de beton de 2 m (6,6 ft). Picioarele vestice și nordice, aflate mai aproape de Sena, au necesitat lucrări complexe: fiecare placă a fost susținută de doi piloni. Plăcile de beton, groase de 6 m (20 ft), susțineau blocuri de calcar care fixau suporturile metalice.
Fiecare suport era ancorat în piatră cu șuruburi de 10 cm (3,9 in) diametru și 7,5 m (25 ft) lungime. După finalizarea fundațiilor pe 30 iunie, a început montajul structurii metalice. Lucrările vizibile erau susținute de pregătiri minuțioase: biroul de proiectare a realizat 1.700 desene generale și 3.629 desene detaliate pentru cele 18.038 componente. Poziția găurilor pentru nituri era precisată la 1 mm (0,04 in), iar unghiurile calculate la o secundă de arc. Piesele prefabricate în Levallois-Perret erau transportate cu căruțe, asamblate temporar cu șuruburi și apoi nituite. Dacă o piesă nu se potrivea, era trimisă înapoi la fabrică. În total, 18.038 componente au fost unite cu 2,5 milioane nituri.
Inițial, picioarele au fost construite ca și console, dar la jumătatea înălțimii primului nivel s-a folosit un schelaj din lemn. Acest pas a stârnit panică în presă, cu titluri senzationaliste precum „Eiffel s-a sinucis!” sau „Gustave Eiffel a înnebunit: a fost internat”. Artiști precum Charles Garnier și Alexandre Dumas au criticat turnul: Garnier l-a numit „un felinar stradal tragic”, iar Dumas „o pată neagră de nituri și tablă”. Montajul a continuat cu macarale speciale care se urcau de-a lungul structurii. Legarea picioarelor la primul nivel a fost finalizată în martie 1888. Deși piesele erau perfect dimensionate, s-au folosit cricuri hidraulice pentru ajustări fine, capabile să exercite o forță de 800 de tone.

În ciuda a prezenței de 300 de muncitori pe șantier, datorită măsurilor de siguranță (pasarele mobile, balustrade și ecrane), a murit o singură persoană.

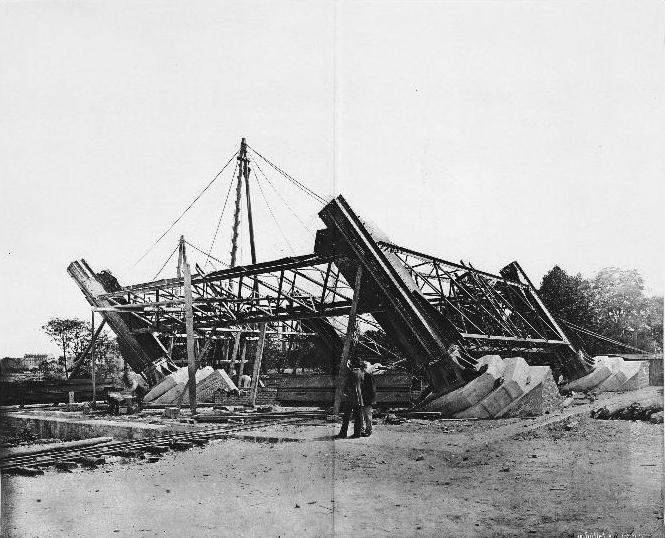
18 iulie 1887: Începutul montării structurii metalice
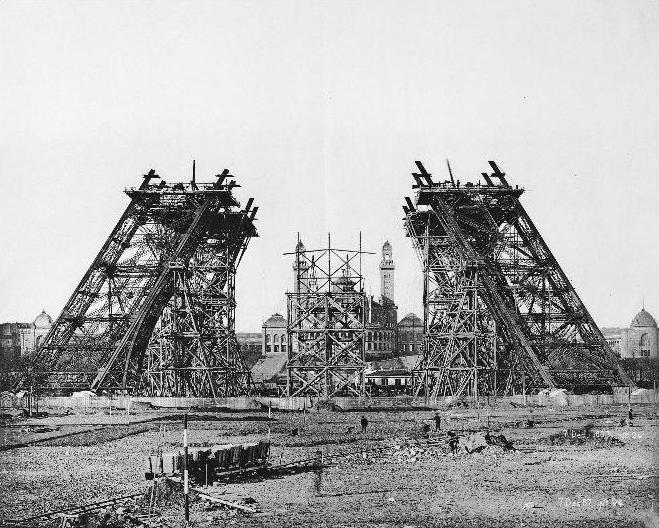
7 decembrie 1887: Construcția picioarelor cu schelaj
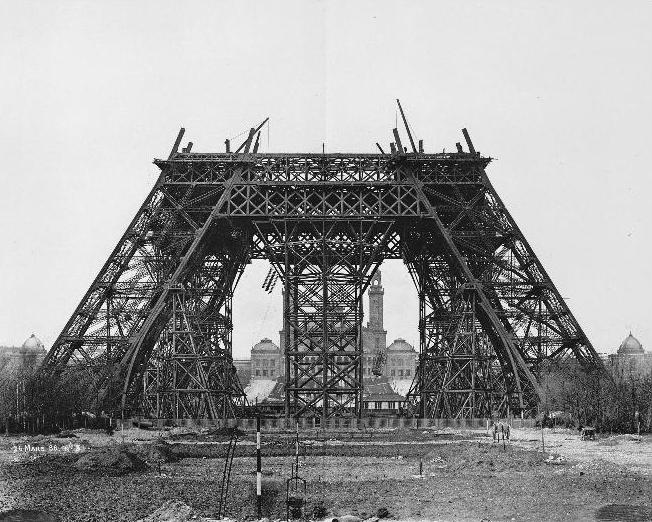
20 martie 1888: Finalizarea primului nivel
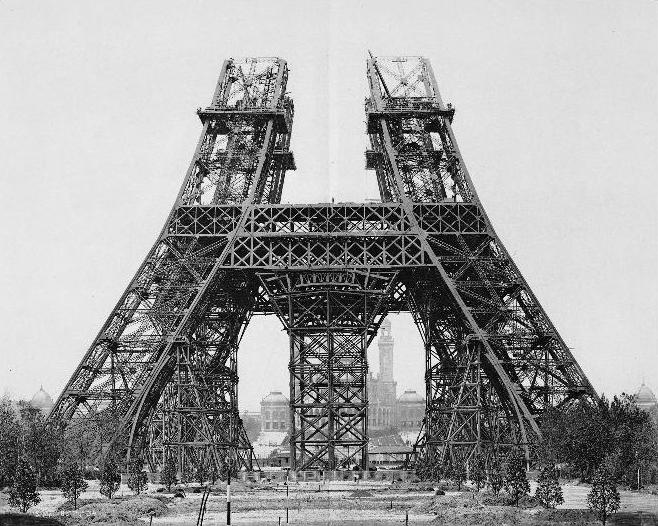
15 mai 1888: Începerea celui de-al doilea nivel
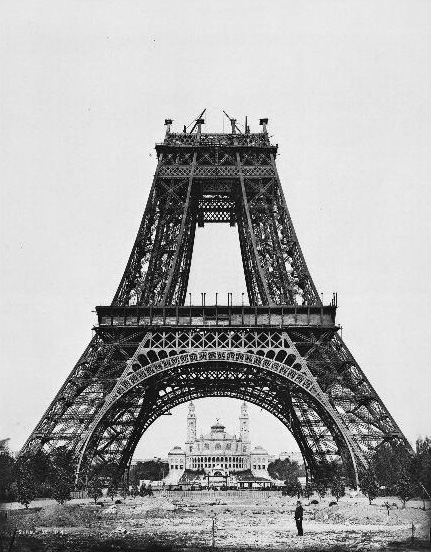
21 august 1888: Finalizarea celui de-al doilea nivel
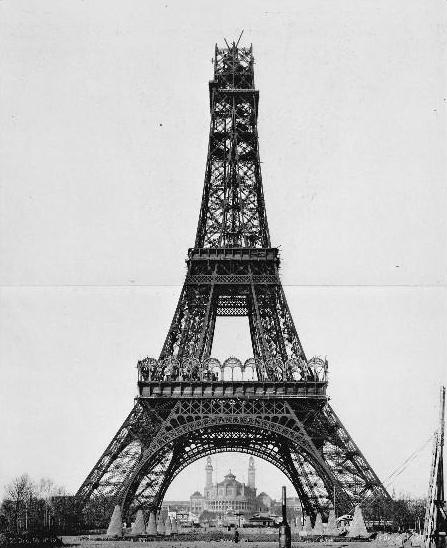
26 decembrie 1888: Construcția nivelului superior
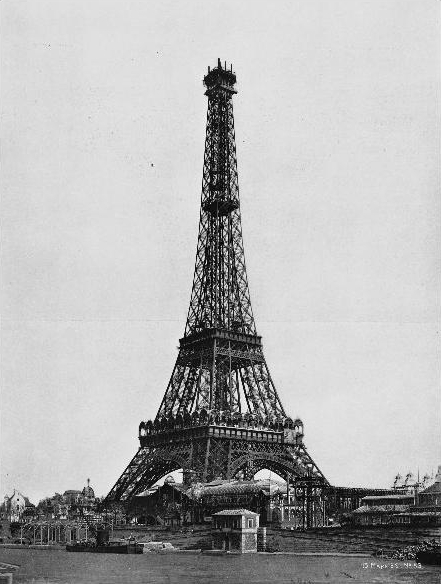
15 martie 1889: Construcția cupolei

### Inaugurarea și Expoziția Universală din 1889

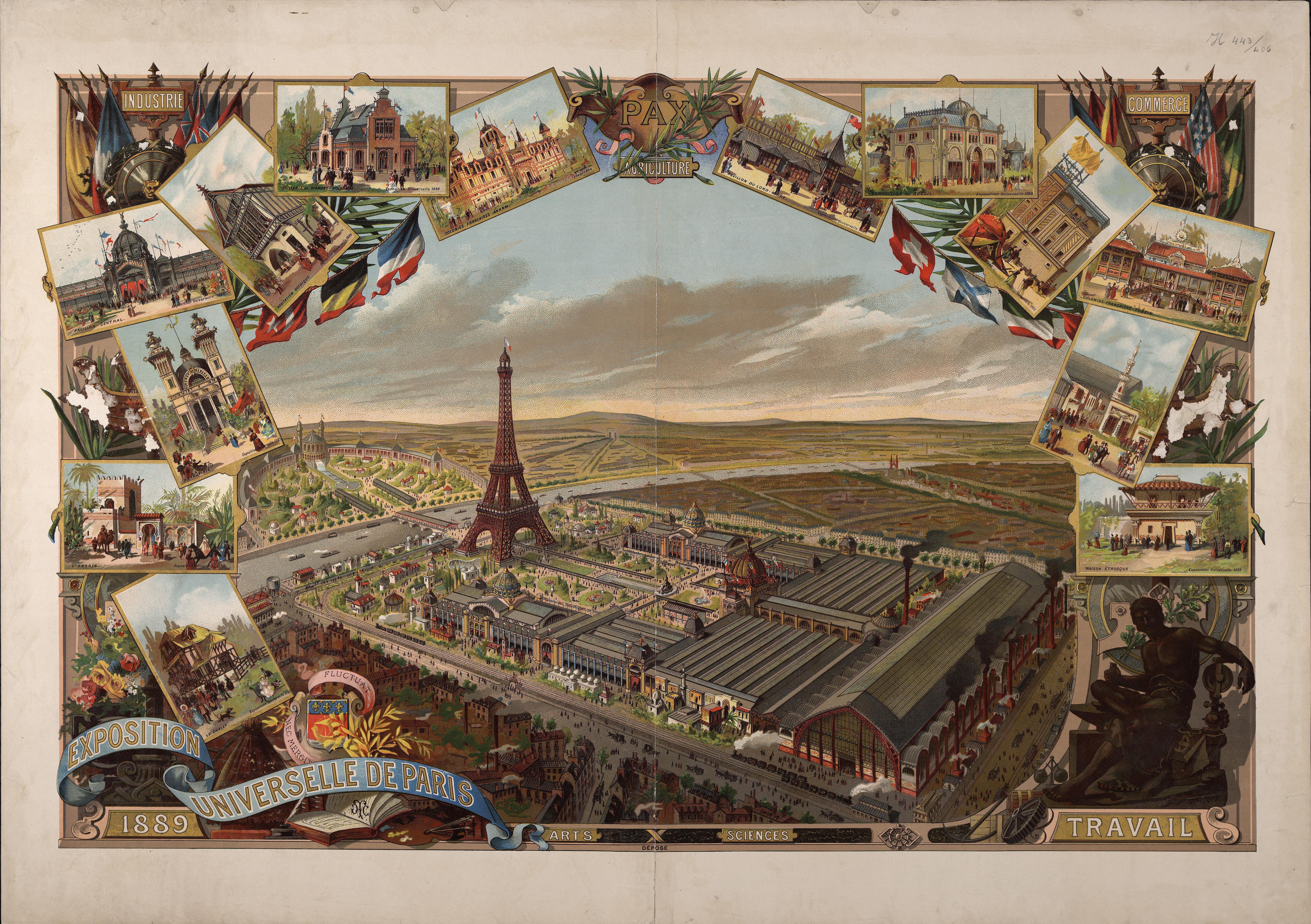
Vedere asupra Expoziției Universale din 1889

Lucrările principale de construcție au fost finalizate la sfârșitul lunii martie 1889, iar pe data de 31 martie, Gustave Eiffel a marcat acest eveniment conducând un grup de oficialități și reprezentanți ai presei în vârful turnului. Deoarece ascensoarele nu erau încă funcționale, coborarea s-a făcut pe jos, durând peste o oră, cu Eiffel oprindu-se frecvent pentru a explica diverse detalii. Majoritatea participanților au ales să se oprească la nivelurile inferioare, dar câțiva, inclusiv inginerul Émile Nouguier, șeful construcțiilor Jean Compagnon, președintele Consiliului Municipal și reporterii de la Le Figaro și Le Monde Illustré, au urcat până în vârf. La ora 14:35, Eiffel a ridicat un mare tricolor însoțit de o salvă de 25 de tunuri trasă de la primul nivel.
Mai rămâneau de finalizat lucrări, în special la ascensoare și facilități, iar turnul a fost deschis publicului abia la nouă zile după inaugurarea expoziției, pe data de 6 mai; chiar și atunci, ascensoarele nu erau gata. Turnul a fost un imediat succes, aproape 30.000 de vizitatori urcând cele 1.710 trepte până în vârf înainte ca ascensoarele să intre în funcțiune pe 26 mai. Biletele costau 2 franci pentru primul nivel, 3 pentru al doilea și 5 pentru vârf, cu reduceri de 50% duminica. Până la închiderea expoziției, turnul a fost vizitat de 1.896.987 de persoane.
Noaptea, turnul era iluminat de sute de lămpi cu gaz, iar un far proiecta trei raze de lumină roșie, albă și albastră. Două proiectoare montate pe o platformă circulară iluminau diverse clădiri ale expoziției. Deschiderea și închiderea zilnică a expoziției erau anunțate cu un tun amplasat în vârf.

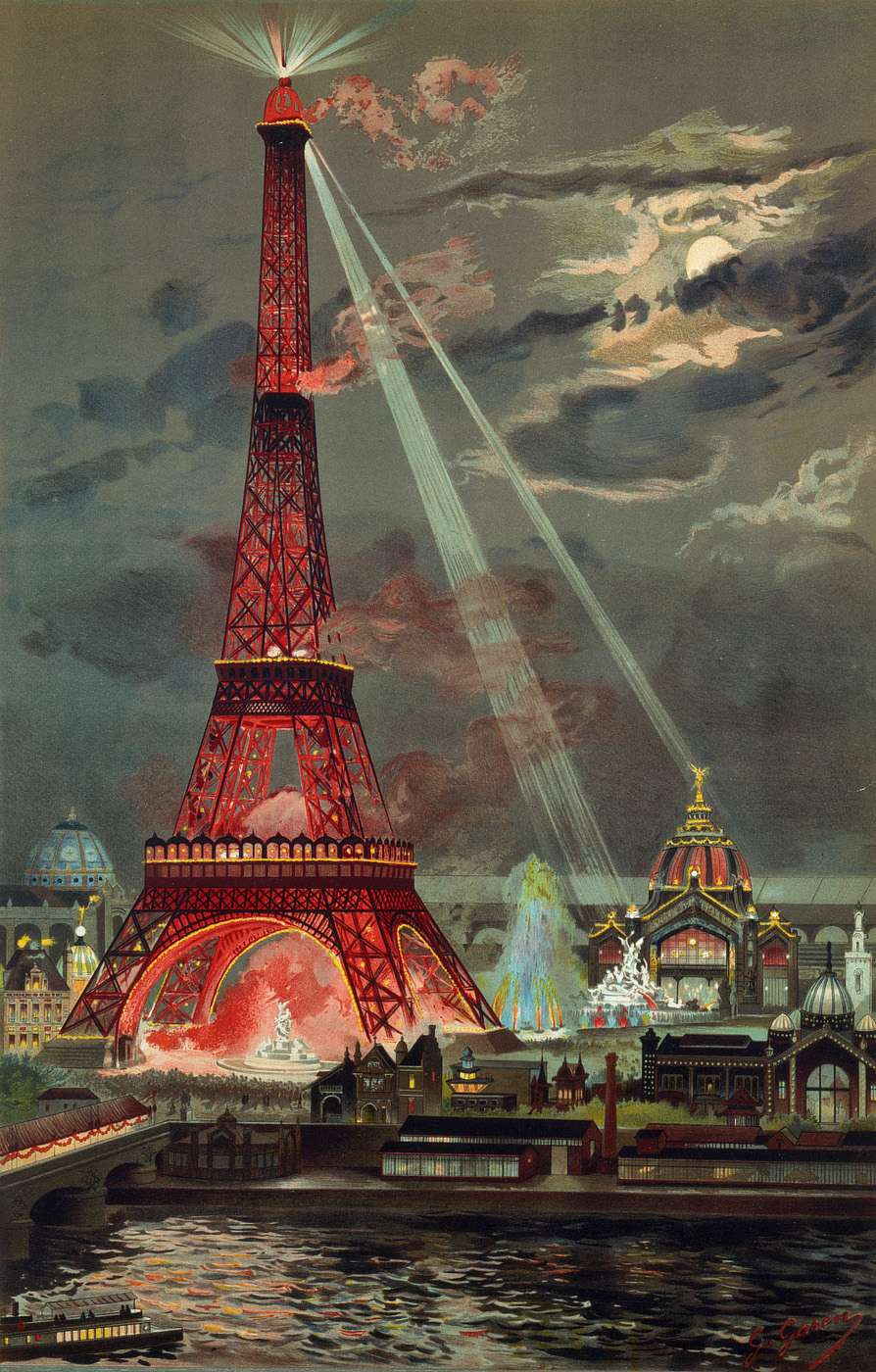
Iluminarea turnului noaptea în timpul expoziției; pictură de Georges Garen, 1889

La al doilea nivel, ziarul francez Le Figaro avea un birou și o tipografie, unde se tipărea o ediție specială, Le Figaro de la Tour.
În vârf, funcționa un oficiu poștal unde vizitatorii puteau trimite scrisori și cărți poștale ca suvenir. Grafferilor li se ofereau foi de hârtie montate pe pereți pentru a-și înscrie impresiile despre turn. Gustave Eiffel descria colecția de mesaje ca fiind "cu adevărat curioasă".
Printre vizitatorii celebri ai turnului s-au numărat Prințul de Wales, Sarah Bernhardt, Buffalo Bill (al cărui spectacol Wild West era o atracție a expoziției) și Thomas Edison. Eiffel l-a invitat pe Edison în apartamentul său privat din vârful turnului, unde Edison i-a oferit unul dintre fonografele sale, o nouă invenție și una dintre atracțiile principale ale expoziției. Edison a semnat cartea de oaspeți pe 10 septembrie 1889 cu următorul mesaj:
Domnului Eiffel, inginerul și constructorul curajos al acestui gigant și original exemplar al ingineriei moderne, de la unul care are cel mai mare respect și admirație pentru toți inginerii, inclusiv pentru Marele Inginer, Bunul Dumnezeu, Thomas Edison.
Eiffel a folosit apartamentul său din vârf pentru observații meteorologice și experimente privind rezistența aerului asupra corpurilor în cădere.

### Evenimente ulterioare
Eiffel obținuse o autorizație pentru turn să stea doar 20 de ani, urmând să fie demontat în 1909, când proprietatea ar fi revenit orașului Paris. Autoritățile planificaseră demolarea lui (una dintre condițiile concursului de proiectare fusese să fie ușor de demontat), dar turnul s-a dovedit esențial pentru inovații în domeniul radiotelegrafiei la începutul secolului XX, astfel că a fost păstrat. Din 1910, a fost integrat în Serviciul Internațional de Ora.
Pentru Expoziția Universală din 1900, ascensoarele din pilonii estic și vestic au fost înlocuite cu modele fabricate de firma franceză Fives-Lille, care mergeau până la al doilea nivel. Acestea aveau un mecanism de compensare pentru a menține podeaua orizontală. Tot atunci, liftul din pilonul nordic a fost înlocuit cu o scară, iar amenajările de la primele două niveluri au fost modificate.

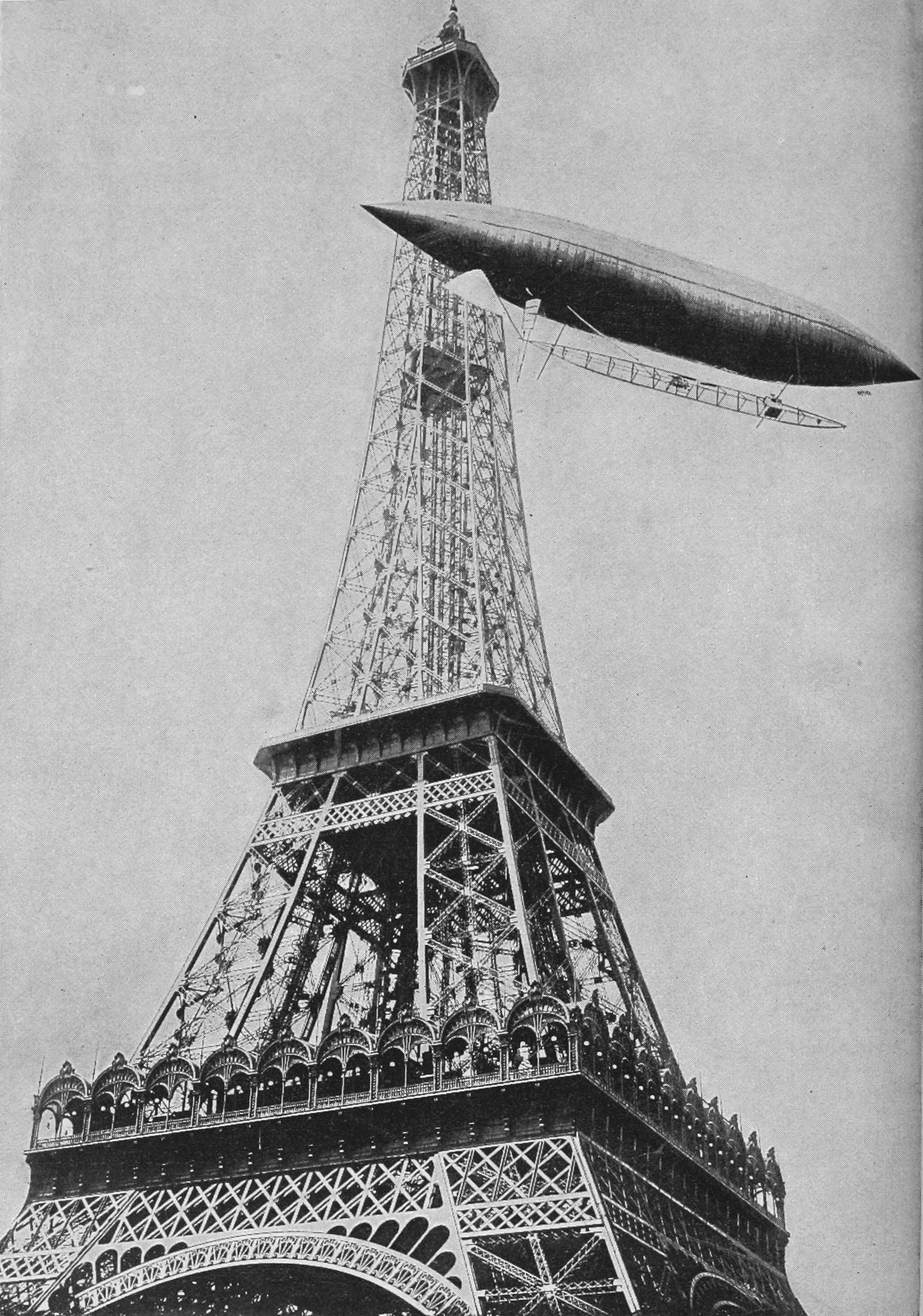
Santos-Dumont cu aeronava nr. 5; 13 iulie 1901

Pe 19 octombrie 1901, Alberto Santos-Dumont a câștigat un premiu de 100.000 de franci oferit de Henri Deutsch de la Meurthe, fiind primul care a zburat cu aeronava sa nr. 6 de la Saint-Cloud la Turnul Eiffel și înapoi în mai puțin de jumătate de oră.
Din 1910, ceasurile astronomice ale Observatorului din Paris au transmis ora oficială prin intermediul turnului, în raza de 5.000 km. În 1912, Gustave Ferrié a organizat o conferință internațională pentru sincronizarea orei prin radio, dar izbucnirea Primului Război Mondial a împiedicat implementarea.
În 1910, preotul Theodor Wulf a descoperit raze cosmice măsurând radiația la vârful turnului. Pe 4 februarie 1912, croitorul austriac Franz Reichelt a murit sărind de la primul nivel (57 m) pentru a-și testa parașuta. În 1914, un emițător radio din turn a perturbat comunicațiile germane, contribuind la victoria aliaților în Prima bătălie de pe Marna.
În timpul războiului, turnul a interceptat mesaje decisive, inclusiv cele care au condus la arestarea spioanei Mata Hari.
Între 1925-1934, reclame luminoase pentru Citroën au acoperit trei laturi ale turnului, făcându-l cel mai înalt spațiu publicitar din lume. În 1935, turnul a fost folosit pentru primele emisii experimentale de televiziune.

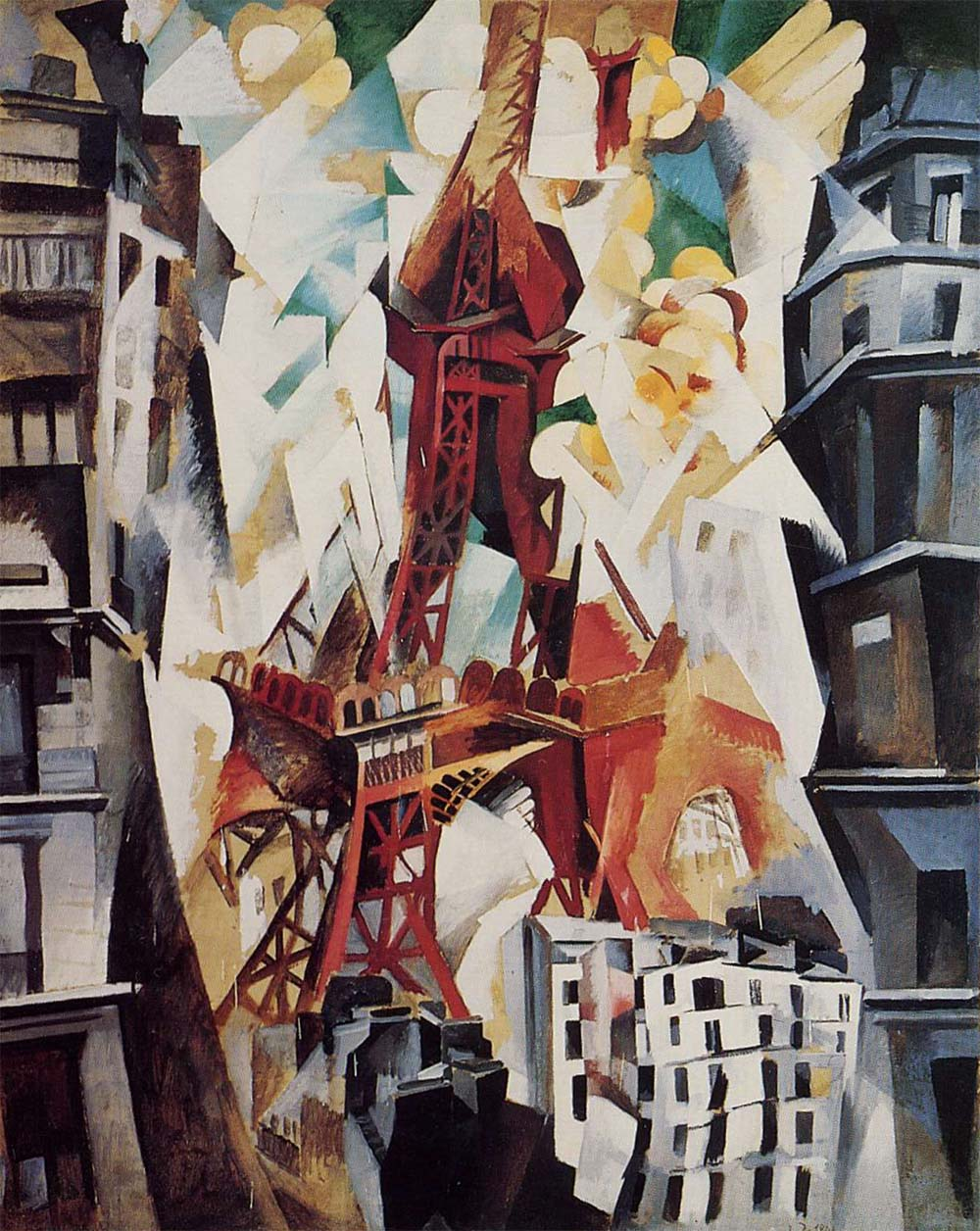
Turnul Eiffel în arta cubistă: Champs de Mars: The Red Tower de Robert Delaunay, 1911

În 1925, escrocul Victor Lustig a "vândut" turnul ca fier vechi. În 1926, pilotul Leon Collet a murit încercând să zboare sub turn. Un bust al lui Eiffel realizat de Antoine Bourdelle a fost dezvelit la baza pilonului nordic în 1929. În 1930, turnul și-a pierdut titlul de cea mai înaltă structură din lume în favoarea Chrysler Building din New York.
La ocuparea Parisului în 1940, francezii au tăiat cablurile ascensoarelor. Turnul a fost închis publicului până în 1946. Soldații germani au înălțat un steag nazist în vârf, dar acesta a fost aruncat de vânt și înlocuit cu unul mai mic. Hitler a ordonat distrugerea turnului în 1944, dar generalul Dietrich von Choltitz a refuzat.
În 1956, un incendiu a avariat vârful turnului. Reparările au durat un an, iar în 1957 s-a adăugat antena radio actuală. În 1964, turnul a fost declarat monument istoric. Se spune că în 1967, primarul Montrealului a încercat să mute turnul temporar pentru Expo 67, dar planul a fost respins.
În 1982, lifturile originale au fost înlocuite, reducând timpul de urcare de la 8 la 2 minute.
Acestea au fost închise publicului între noiembrie și martie, deoarece apa din mecanismul hidraulic tindea să înghețe. Noile cabine funcționează în perechi, una contrabalansând-o pe cealaltă, și efectuează deplasarea într-o singură etapă, reducând durata călătoriei de la opt minute la mai puțin de două minute. În același timp, au fost instalate două noi scări de urgență, înlocuindu-le pe cele originale, în spirală. În 1983, pilonul sudic a fost echipat cu un lift electric Otis pentru a deservi restaurantul Le Jules Verne. Lifturile Fives-Lille din picioarele estic și vestic, instalate în 1899, au fost renovate extensiv în 1986. Cabinele au fost înlocuite, iar un sistem computerizat a fost instalat pentru a automatiza complet funcționarea lifturilor. Puterea motrice a fost transferată de la sistemul hidraulic cu apă la un nou sistem hidraulic electric cu ulei, iar mecanismul hidraulic original cu apă a fost păstrat doar ca sistem de contrabalansare. Un lift de serviciu a fost adăugat la pilonul sudic pentru transportul sarcinilor mici și al personalului de întreținere trei ani mai târziu.

### Evenimente recente
Robert Moriarty a zburat cu un avion Beechcraft Bonanza sub turn pe 31 martie 1984. În 1987, A. J. Hackett a efectuat unul dintre primele sale salturi cu coarda elastică de pe vârful Turnului Eiffel, folosind o coardă specială pe care o dezvoltase. Hackett a fost arestat de poliție. Pe 27 octombrie 1991, Thierry Devaux și ghidul de munte Hervé Calvayrac au efectuat o serie de acrobații în timp ce săreau cu coarda elastică de la etajul al doilea. Devaux a folosit un troliu electric pentru a se întoarce după fiecare salt. A fost oprit de pompieri după al șaselea salt.
Pentru celebrarea anului 2000 pe 31 decembrie 1999, turnul a fost echipat cu lumini intermitente și proiectoare puternice. În ultimele trei minute ale anului, luminile au fost aprinse treptat de la bază până în vârf, urmate de un spectacol de artificii. O expoziție la primul etaj comemorează acest eveniment. Proiectoarele de pe vârf au transformat turnul într-un far al nopții pariziene, iar 20.000 de becuri au creat un efect sclipitor la fiecare oră.
Luminile au sclipit în albastru pentru anunțarea noului mileniu. Afișajul luminos a continuat 18 luni, fiind reactivat pe 21 iunie 2003 cu o durată planificată de 10 ani.
Turnul a primit cel de-al 200.000.000-lea vizitator pe 28 noiembrie 2002. De atunci, turnul funcționează la capacitate maximă de circa 7 milioane de vizitatori anual. În 2004, la primul etaj a fost instalată o patinoară sezonieră. În 2014, la primul etaj a fost adăugat un pardoseală din sticlă.

## Design

### Material

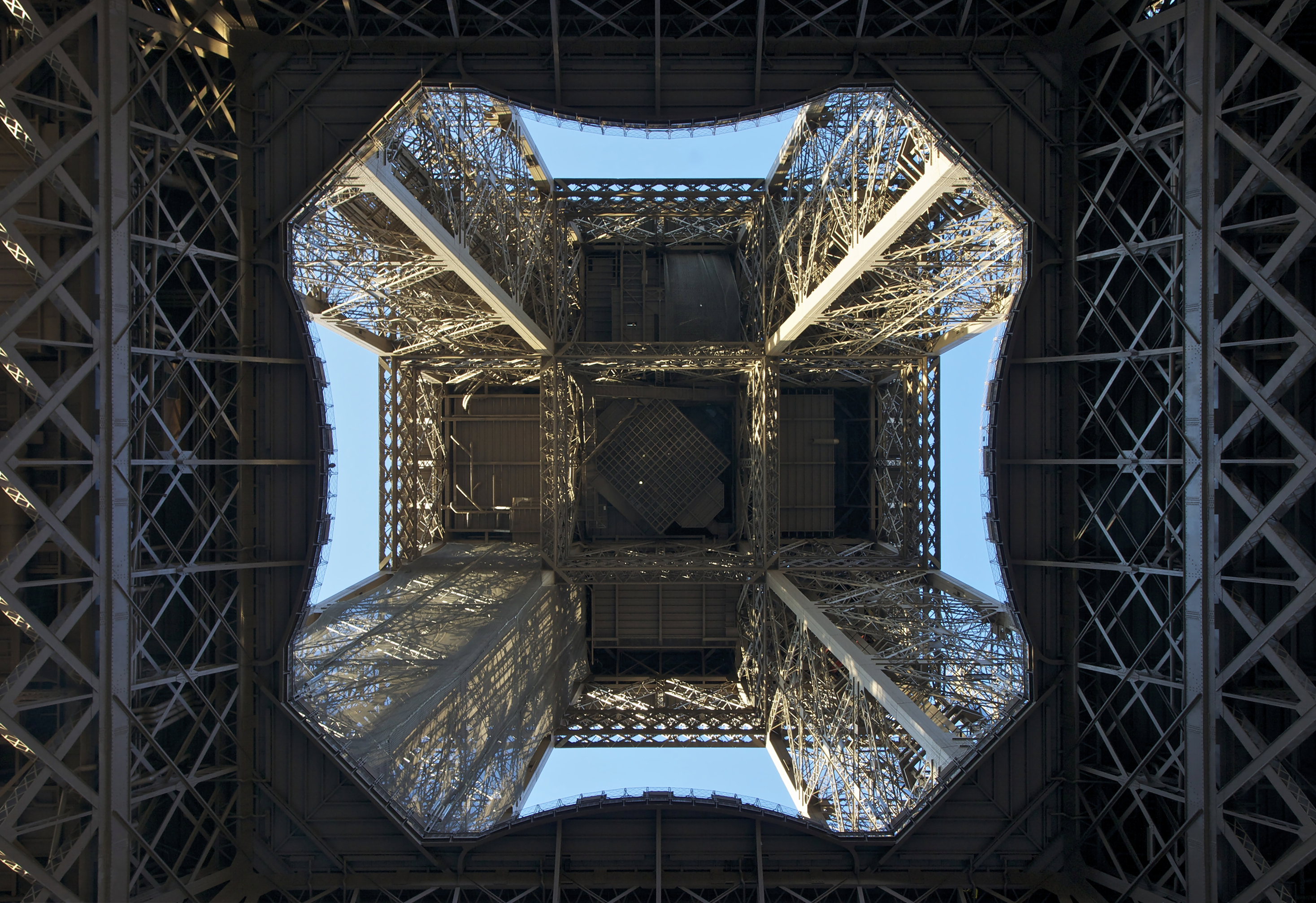
Turnul Eiffel văzut de dedesubt

Turnul Eiffel este construit din fier forjat, cu o greutate de 7.300 de tone. Cu adăugarea ascensoarelor, magazinelor și antenelor, greutatea totală ajunge la aproximativ 10.100 de tone.
Dacă cele 7.300 de tone de metal ar fi topite, ar putea umple baza pătrată a turnului (125 m pe fiecare latură) până la o adâncime de doar 6,25 cm, presupunând o densitate a metalului de 7,8 tone pe metru cub.
Interesant, un cub care ar înconjura complet turnul (324 m × 125 m × 125 m) ar conține aproximativ 6.200 de tone de aer, aproape cât greutatea însăși a structurii metalice.
Datorită dilatării termice, vârful turnului se poate deplasa până la 18 cm în direcția opusă soarelui în zilele foarte calde, pe măsură ce metalul de pe partea însorită se dilată.

### Vopsirea

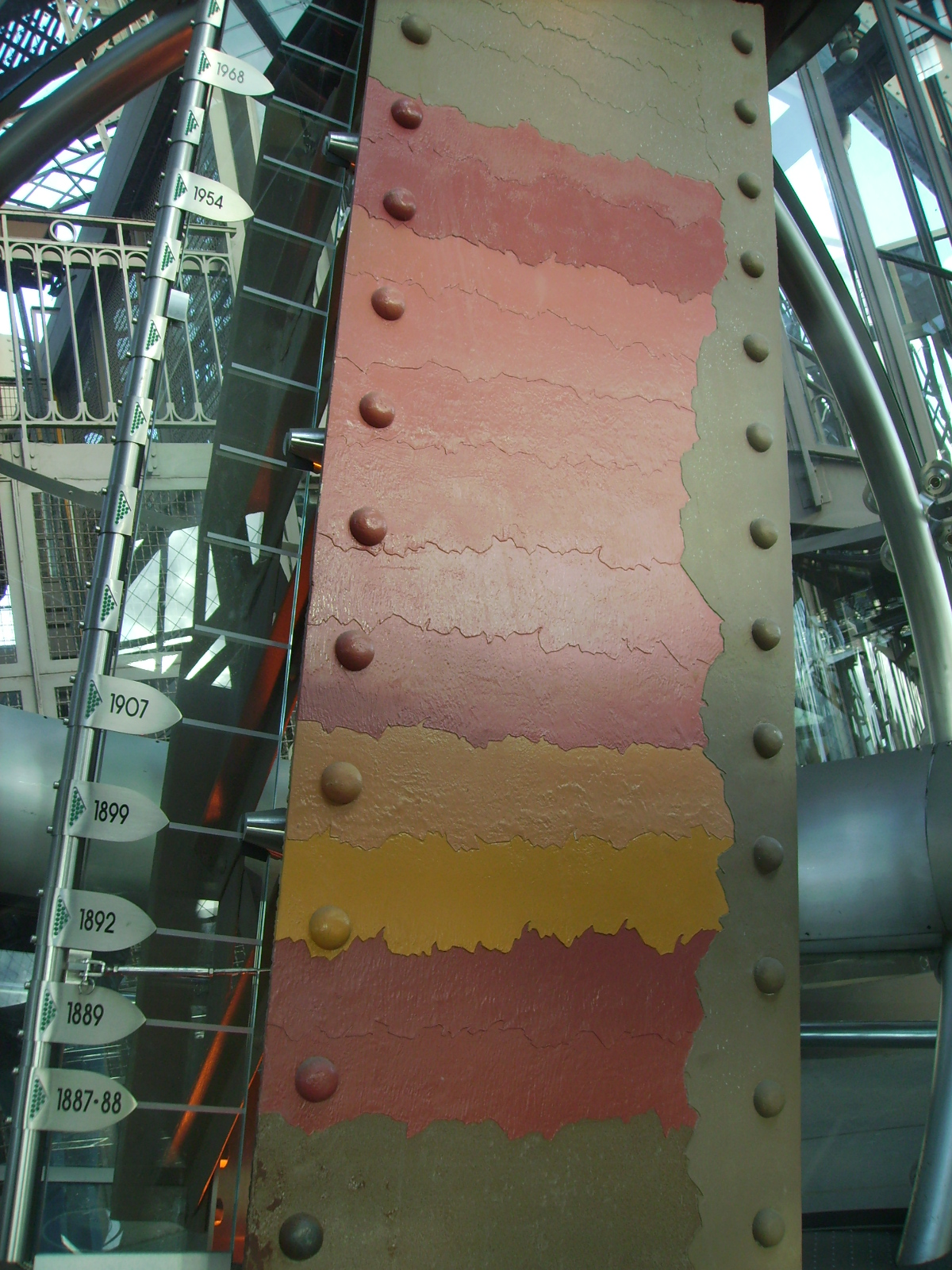
Evoluția culorilor Turnului Eiffel

Structura din schelă de fier pudlat a Turnului Eiffel este protejată împotriva ruginirii și intemperiilor prin aplicarea mai multor straturi de vopsea. Încă de la început, Gustave Eiffel a subliniat importanța vopsirii pentru durabilitatea construcției. Prima revopsire a avut loc la doar doi ani după inaugurare, iar până în prezent, turnul a fost revopsit de 20 de ori, ultima între martie 2009 și octombrie 2010, cu ocazia aniversării a 120 de ani. Astfel, în medie, Turnul Eiffel este revopsit complet o dată la șapte ani. Lucrările de vopsire sunt realizate manual de 25 de vopsitori și costă aproximativ trei milioane de euro la fiecare intervenție.
Pentru acoperirea suprafeței de 250.000 metri pătrați sunt necesare aproximativ 60 de tone de vopsea – dintre care 10 tone sunt grund – din care circa 45 de tone se pierd prin eroziune. Vopsitorii, special instruiți, sunt asigurați cu aproximativ 60 de kilometri de frânghii de siguranță pe durata lucrărilor. De la bază până în vârf, vopseaua este aplicată într-o nuanță ușor diferită, pentru a da impresia unui aspect uniform al turnului pe fundal.
Turnul Eiffel a fost revopsit în mai multe culori de-a lungul timpului. În timpul construcției, a fost utilizat inițial un roșu venețian, înlocuit la inaugurarea din 1889 cu un roșu-brun. Acesta a fost schimbat în 1892 cu brun ocru. În 1899 s-a folosit un portocaliu-gălbui cu cinci gradații, iar în 1907, simbolul Parisului a fost vopsit în brun-gălbui.
Au urmat tonuri galben-portocalii, iar în 1954 – brun-castaniu. În 1968 a fost adoptată o nuanță bronz-brună, cunoscută sub numele de „brunul Turnului Eiffel” – o culoare special creată pentru acest monument, ce conține pigmenți roșii, negri și galbeni. Acești pigmenți erau fabricați de compania germană de specialități chimice Lanxess și amestecați special pentru Turnul Eiffel de producătorul de lacuri din Norvegia, Jotun. Vopseaua specială, protejată de drepturi de autor, se distinge printr-o durabilitate ridicată și flexibilitate, reducând la minimum riscul de exfoliere cauzată de vânt și variații de temperatură.
În primăvara anului 2019, în contextul pregătirilor pentru Jocurile Olimpice din 2024, a fost aleasă o nouă nuanță brun-gălbuie, cu un ton aurit mai pronunțat, pentru a evoca spiritul olimpic. O nuanță similară fusese utilizată între anii 1907 și 1947.

## Vântul și vremea

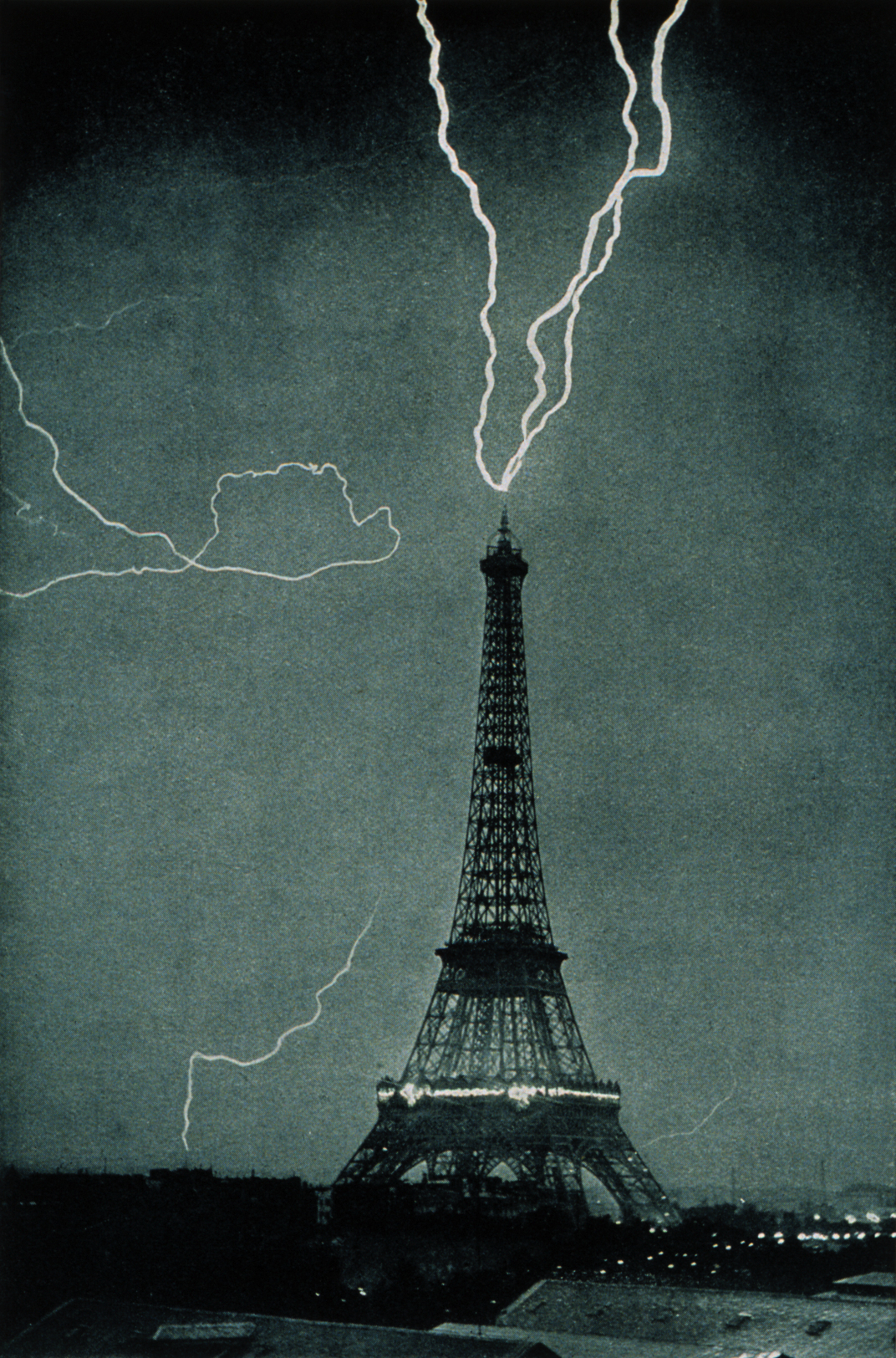
Trăsnet lovind Turnul Eiffel în 1902

La construcție, Eiffel a fost acuzat că a creat ceva artistic fără a respecta principiile ingineriei. Într-un interviu pentru ziarul Le Temps din 14 februarie 1887, Eiffel a răspuns:
Nu este oare adevărat că chiar condițiile care conferă rezistență respectă și regulile ascunse ale armoniei? [...] La ce fenomen trebuia să acord cea mai mare atenție în proiectarea Turnului? Rezistența la vânt. Ei bine! Cred că curba celor patru margini exterioare ale monumentului, calculată matematic [...] va da o mare impresie de putere și frumusețe, deoarece va dezvălui privirii observatorului îndrăzneala întregului design.
Eiffel a folosit metode grafice pentru a determina rezistența turnului și dovezi empirice pentru a ține cont de efectele vântului, în loc de formule matematice. Turnul are o formă fundamental exponențială, iar toate părțile au fost supraproiectate pentru a rezista la forțele vântului. Jumătatea superioară a fost considerată a fi fără goluri în structura zăbrelelor.
O ipoteză matematică din 2004, bazată pe scrisorile lui Eiffel către Societatea Franceză de Ingineri Civili, descrie designul ca o ecuație integrală neliniară care echilibrează presiunea vântului în orice punct cu tensiunea dintre elementele de construcție.
Turnul Eiffel se poate balansa până la 9 cm (3,5 in) în vânturi puternice.

### Baza și fundația turnului

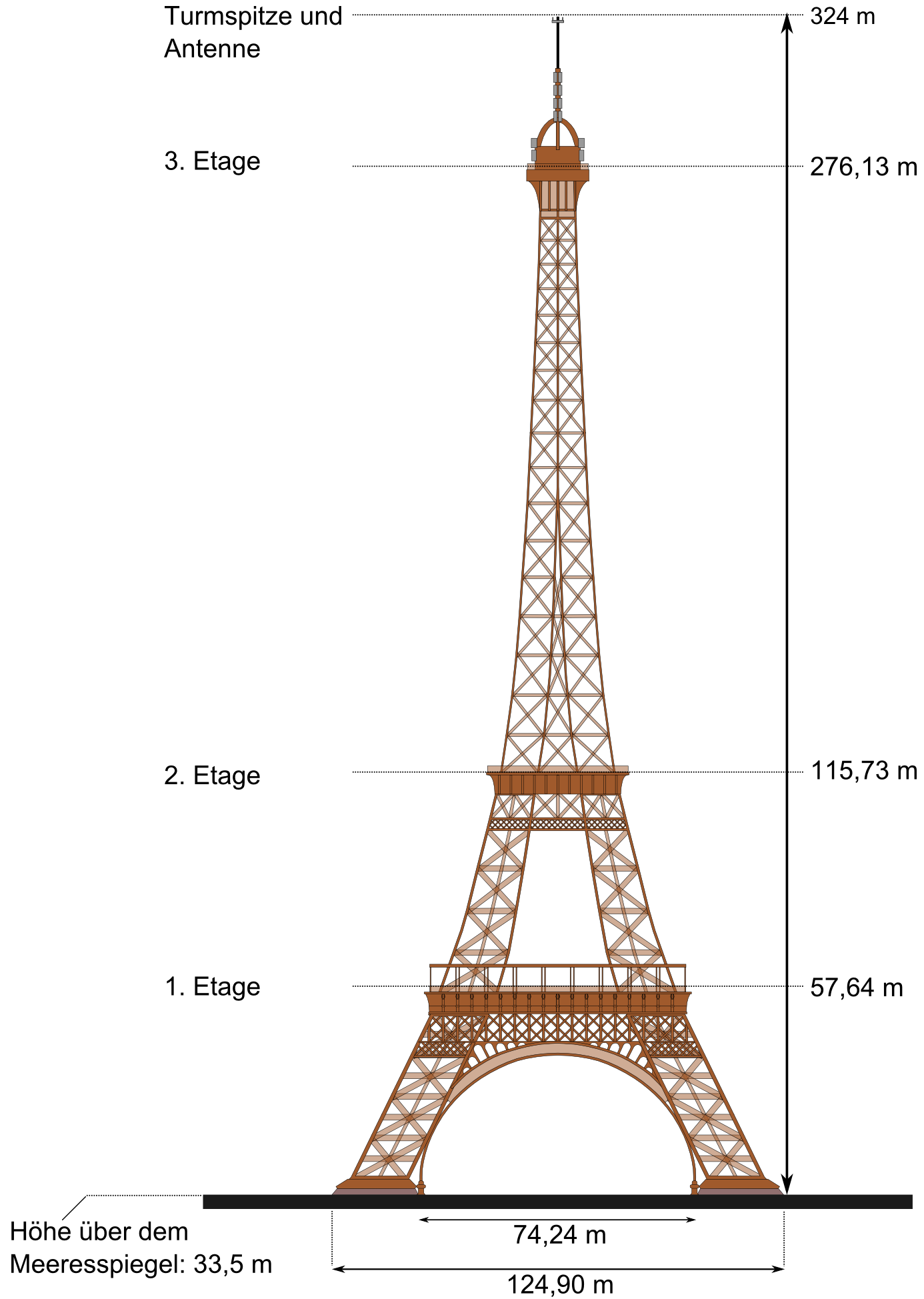
Desen schematic al Turnului Eiffel cu date tehnice (înălțimea totală înainte de schimbarea antenei din martie 2022)

Turnul Eiffel este situat la o altitudine de 30,5 metri deasupra nivelului mării, la capătul nord-vestic al Champ-de-Mars . Structura este susținută de patru piloni masivi din schelă metalică, fiecare având o lățime de 26,08 metri; aceștia transmit întreaga greutate către fundația care se extinde până la o adâncime de 15 metri.
Pilonii se sprijină pe zidărie masivă și sunt ancorați în sol în unghi de 54 de grade. Șuruburi cu lungimea de 7,80 metri leagă bazele de fontă ale pilonilor de fundație.
Construcția turnului este astfel susținută de fundație încât, în funcție de forța vântului, exercită o presiune de aproximativ 5 kg/cm² asupra solului. Această valoare corespunde presiunii exercitate de un adult așezat pe un scaun – o comparație calculată de însuși Eiffel și menționată în lucrarea sa La Tour de 300 mètres.
Pilonii au o distanță între ei de 74,24 metri la bază, ceea ce oferă turnului o deschidere totală de 124,90 metri. Planul de bază al construcției este pătrat. Turnul Eiffel a fost proiectat astfel încât fiecare pilon este orientat exact către o direcție cardinală. Pilonii de nord și vest sunt orientați către Sena, iar cei de est și sud către Champ de Mars. Fiecare pilon adăpostește intrări cu puncte de vânzare bilete, scări și lifturi, care pot fi deschise sau închise în funcție de fluxul de vizitatori sau de ocazii speciale.
Distanța dintre piloni, care sunt legați între ei prin arcade masive, scade odată cu înălțimea. Arcadele, de asemenea construite din schelă de fier aparent delicată, se află la 39 de metri deasupra solului și au un diametru de 74 de metri; acestea au un rol strict decorativ și nu au funcție portantă. Zona dintre picioarele pilonilor este accesibilă exclusiv pietonilor. La baza pilonului nordic se află un bust auriu dedicat lui Gustave Eiffel, amplasat pe un soclu alungit.

La sud-vest de pilonul vestic se ridică un coș de fum din cărămidă roșie, acoperit de arbuști, vizibil lângă o grotă artificială. Acesta datează din anul 1887 și a fost utilizat în timpul construcției pilonului sudic. În cadrul noii împrejmuiri a Turnului Eiffel din 2018, întreaga zonă de sub piloni și parțial din jurul acestora a fost transformată într-o grădină nouă. În acest spațiu se găsesc plante și copaci care existau chiar dinaintea construirii turnului. Printre cei mai vechi arbori se numără o platan de 20 de metri înălțime, plantată în anul 1814. Spațiul verde de aproximativ 2000 de hectare include circa 2000 de arbuști și 20.000 de plante perene, precum ferigi, lăcrămioare sau hortensii, plantate pentru a oferi vizitatorilor o impresie a grădinilor pariziene din perioada Belle Époque.

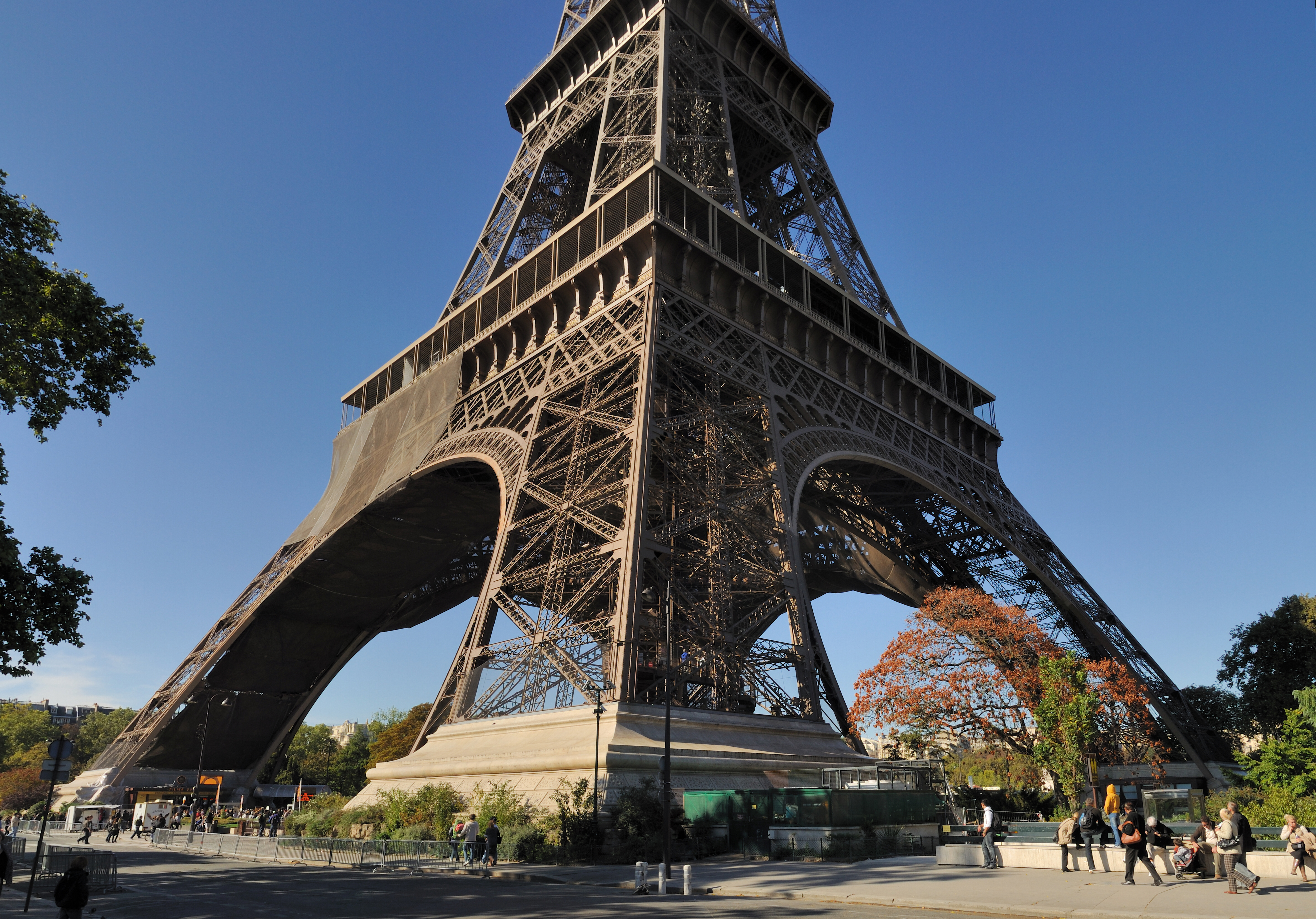
Bustul lui Eiffel la pilonul nordic

### Niveluri

#### Parter

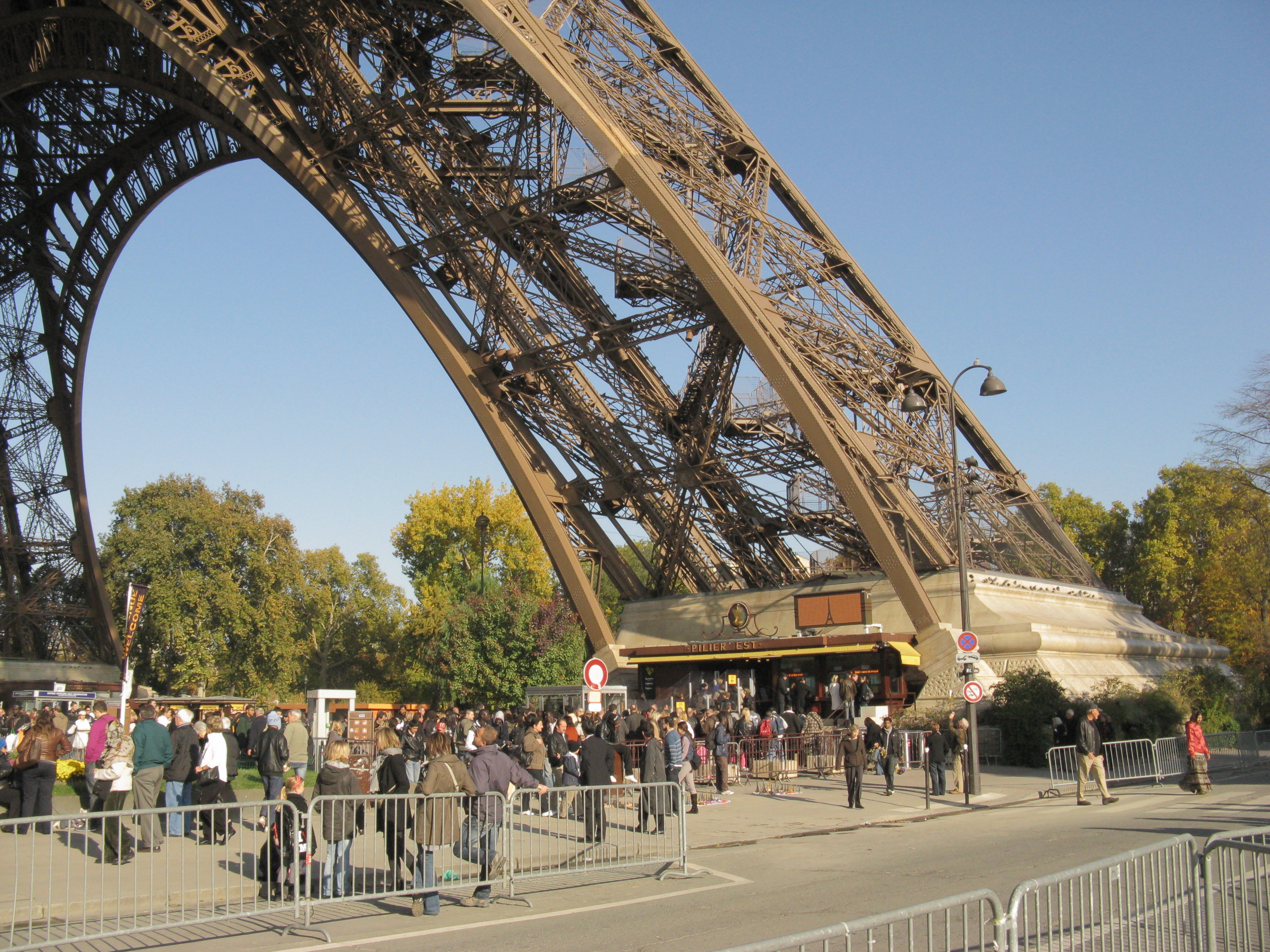
Baza Turnului Eiffel

Cele patru coloane ale turnului găzduiesc scări și ascensoare care deservesc primele două niveluri. În coloana sudică, doar ascensorul către restaurantul de la al doilea nivel este accesibil publicului.

#### Primul nivel
Primul nivel este accesibil publicului prin lift sau scări. Inițial, primul nivel conținea trei restaurante - unul francez, unul rus și unul flamand - și un "Bar Anglo-American". După încheierea expoziției, restaurantul flamand a fost transformat într-un teatru cu 250 de locuri. Astăzi găzduiește restaurantul Le 58 Tour Eiffel și alte facilități.

#### Al doilea nivel
Al doilea nivel este accesibil publicului prin lift sau scări și găzduiește restaurantul Le Jules Verne, un restaurant gourmet cu ascensor propriu care pleacă din coloana sudică. Restaurantul deține o stea în Ghidul Roșu Michelin și a fost condus de Alain Ducasse între 2007-2017. Din mai 2019, este condus de bucătarul cu trei stele Michelin Frédéric Anton. Restaurantul poartă numele scriitorului Jules Verne.

#### Al treilea nivel

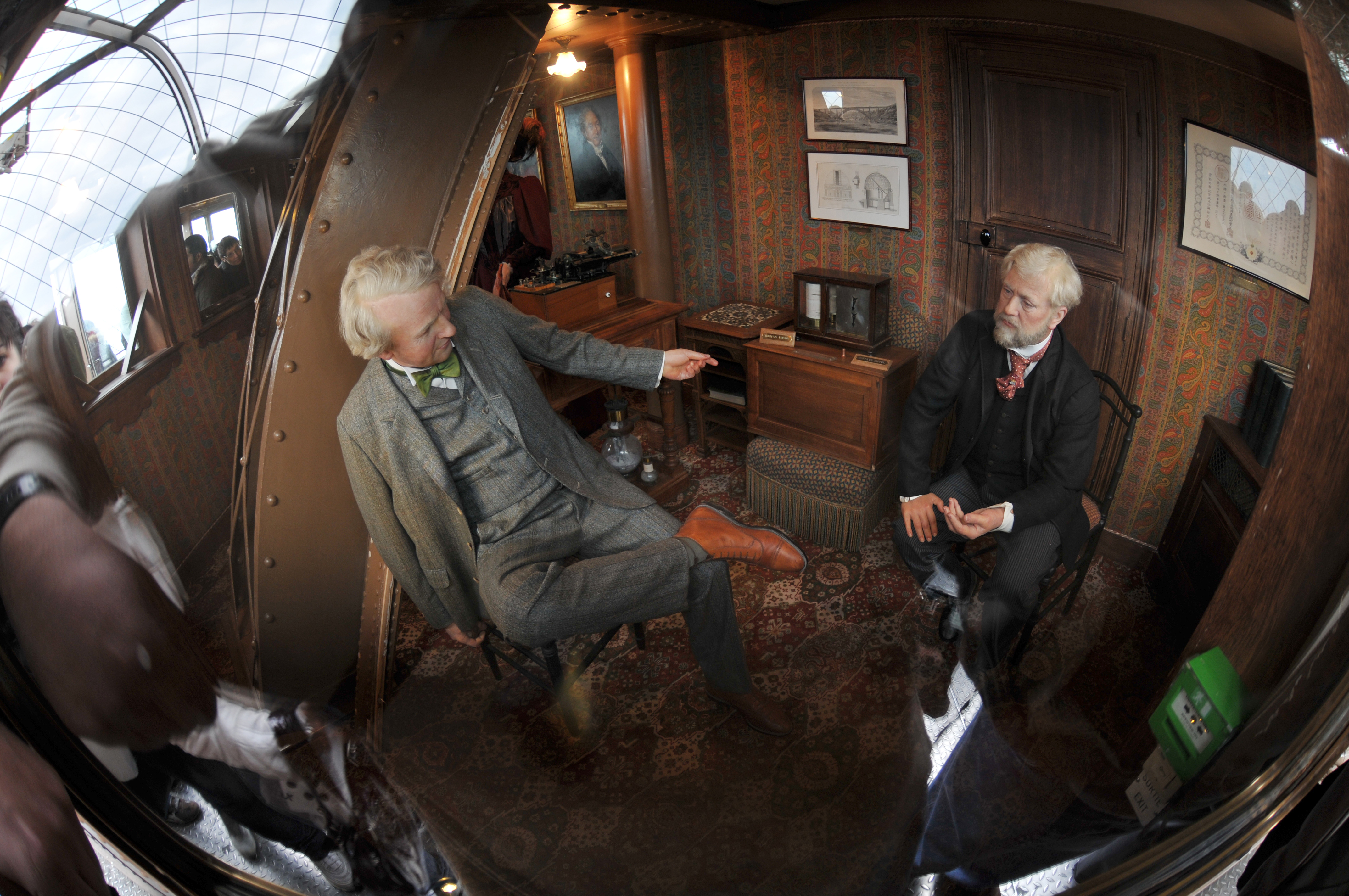
Apartamentul lui Gustave Eiffel de la al treilea nivel

Al treilea nivel este nivelul superior, accesibil publicului doar prin lift. Inițial, acesta găzduia laboratoare pentru diverse experimente și un mic apartament rezervat lui Gustave Eiffel pentru primirea oaspeților, care acum este deschis publicului, complet amenajat cu decoruri de epocă și manechine care îl înfățișează pe Eiffel și pe unii dintre oaspeții săi notabili.
În perioada 1937-1981, a funcționat un restaurant aproape de vârful turnului. Acesta a fost eliminat din considerente structurale; inginerii au stabilit că era prea greu și provoca o săgeată a turnului. Restaurantul a fost vândut unui restaurator american și transportat la New York, apoi în New Orleans, unde a fost reconstruit în Cartierul Garden ca restaurant și ulterior sală de evenimente. În prezent există un bar de șampanie.

### Ascensoare
Dispoziția ascensoarelor a fost modificată de mai multe ori de-a lungul istoriei turnului. Datorită elasticității cablurilor și timpului necesar alinierii cabinelor cu platformele, fiecare ascensor, în mod normal, face naveta în medie în 8 minute și 50 de secunde, petrecând aproximativ 1 minut și 15 secunde la fiecare nivel. Timpul mediu de călătorie între niveluri este de 1 minut. Mecanismul hidraulic original este expus public într-un mic muzeu situat la baza picioarelor estic și vestic. Deoarece mecanismul necesită lubrifiere și întreținere frecventă, accesul public este adesea restricționat. Mecanismul cu cablu al turnului nordic poate fi văzut la ieșirea din ascensor.

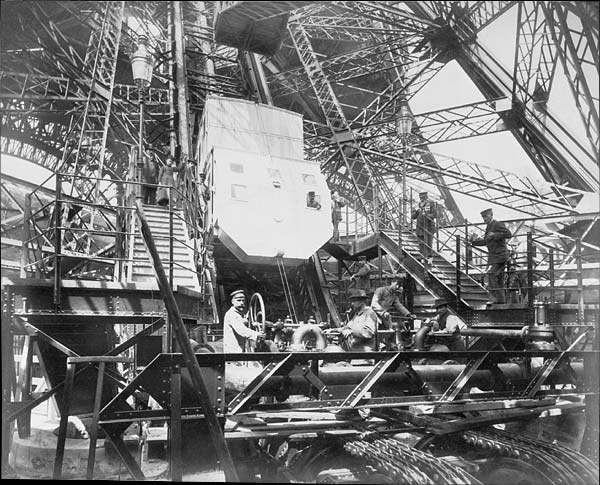

Echiparea turnului cu ascensoare adecvate și sigure a fost o prioritate a comisiei guvernamentale care a supravegheat Expoziția. Deși unii vizitatori puteau urca până la primul nivel, sau chiar până la al doilea, ascensoarele trebuiau să fie principalul mijloc de urcare.
Construirea ascensoarelor pentru primul nivel s-a realizat prin lărgirea picioarelor la bază și aproape rectilinie, permițând instalarea unei linii drepte. Un contract a fost acordat companiei franceze Roux, Combaluzier & Lepape pentru două ascensoare în picioarele estic și vestic. Aceștia au folosit o pereche de lanțuri fără sfârșit cu legături rigide și articulate, la care era atașată cabina. Greutăți de plumb pe unele legături ale secțiunilor superioare echilibrau cea mai mare parte din greutatea cabinei. Cabina era împinsă de jos, nu trasă de sus, iar pentru a preveni deformarea lanțului, acesta era închis într-un canal. La baza traseului, lanțurile se înfășurau în jurul unor roți dințate de 3,9 m (12 ft 10 in). Roți mai mici în partea superioară ghideau lanțurile.

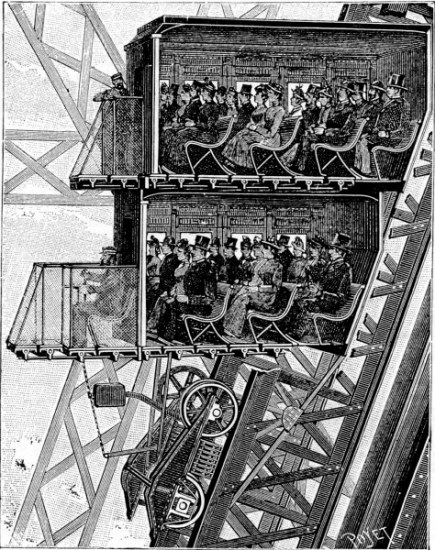
Ascensoarele Otis instalate inițial în picioarele nordic și sudic

Instalarea ascensoarelor până la al doilea nivel a fost o provocare mai mare, deoarece o cale dreaptă era imposibilă. Nicio companie franceză nu a dorit să preia lucrarea. Filiala europeană a Otis Brothers & Company a prezentat o propunere, dar aceasta a fost respinsă: regulamentul expoziției interzicea utilizarea de materiale străine în construcția turnului. Termenul limită pentru oferte a fost prelungit, dar tot nici o companie franceză nu s-a oferit, iar în final contractul a fost acordat lui Otis în luna iulie a anului 1887. Otis era sigur că va obține contractul și începuse deja să lucreze la proiecte.
Cabina era împărțită în două compartimente suprapuse, fiecare cu capacitatea de 25 de pasageri, iar operatorul ocupa o platformă exterioară la primul nivel. Forța motrice era asigurată de un piston hidraulic înclinat de 12,67 m (41 ft 7 in) lungime și 96,5 cm (38,0 in) diametru, montat în piciorul turnului, cu o cursă de 10,83 m (35 ft 6 in). Acesta acționa un cărucior cu șase scripeți. Alți cinci scripeți fixați mai sus multiplicau mișcarea, într-un aranjament similar cu un palanc, dar inversat, mărind cursa pistonului în locul forței. Presiunea hidraulică era generată de un rezervor deschis de pe al doilea nivel. După utilizare, apa era pompată înapoi în rezervor de două pompe din camera mașinilor de la baza piciorului sudic. Acest rezervor alimenta și ascensoarele până la primul nivel.
Ascensoarele originale pentru călătoria între al doilea și al treilea nivel au fost furnizate de Léon Edoux. O pereche de pistoane hidraulice de 81 m (266 ft) erau montate pe al doilea nivel, ajungând până la jumătatea distanței până la al treilea nivel. O cabină era montată pe aceste pistoane, iar cablurile mergeau de la partea superioară a acesteia până la scripeți pe al treilea nivel și înapoi la o a doua cabină. Fiecare cabină parcurgea doar jumătate din distanță, iar pasagerii schimbau ascensorul la mijloc, printr-o mică pasarelă. Cabinele de 10 tone fiecare puteau transporta 65 de pasageri.

#### Ascensoarele înclinate din pilonii turnului

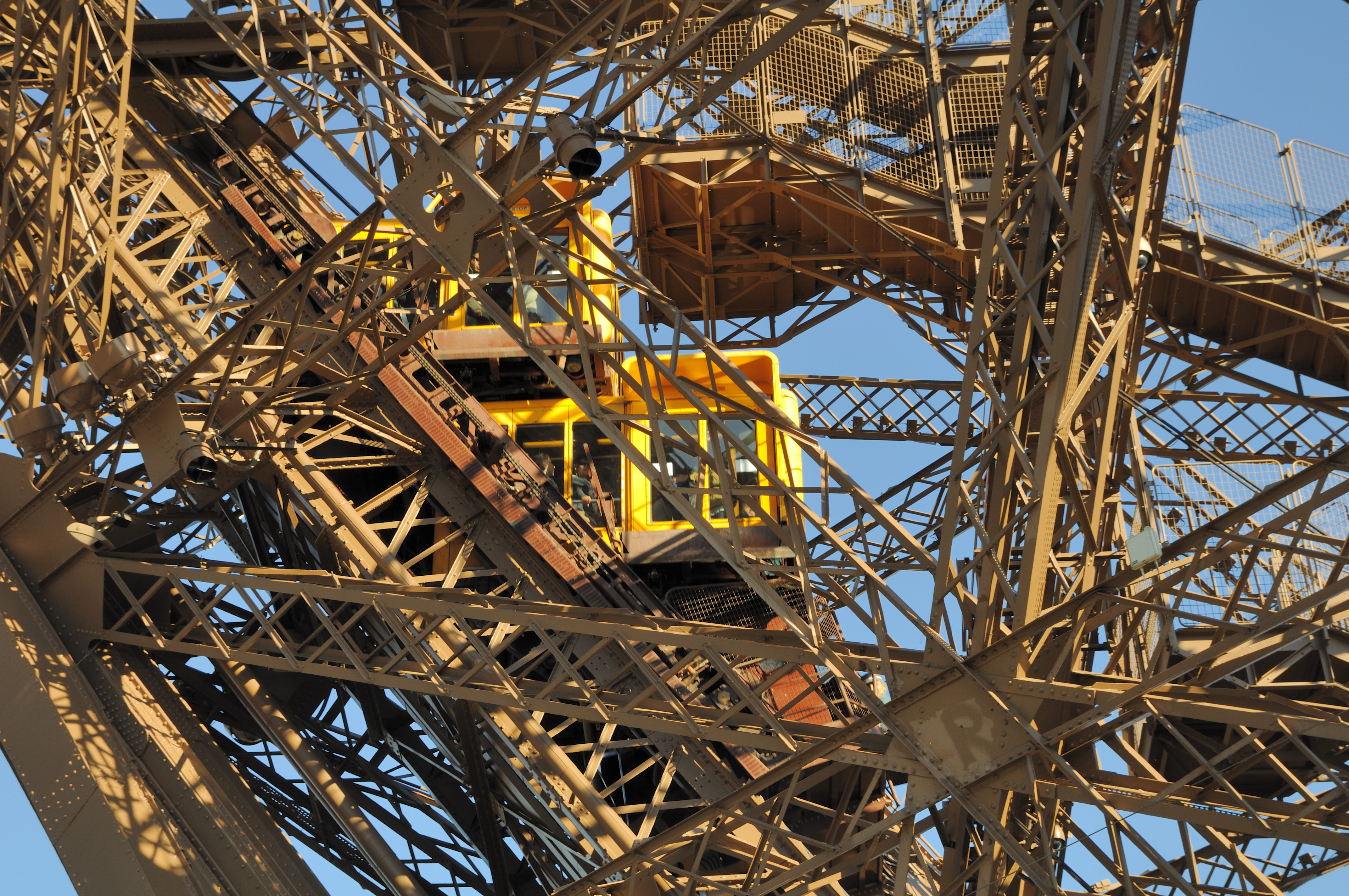
Ascensor înclinat cu două etaje

La construirea turnului, Eiffel a mizat în mod deliberat pe tehnici și producători diferiți pentru a asigura independența în caz de defecțiune. În pilonii de nord și sud au funcționat, până în 1910, ascensoare produse de Otis. Cabinetele cu două etaje erau ridicate cu ajutorul unor cabluri. Până în anul 1897, pilonii estici și vestici erau echipați cu ascensoare fabricate de Roux, Combaluzie și Lepape, care puteau transporta până la 200 de persoane, fiind acționate de un lanț dublu fără sfârșit. Ambele sisteme erau alimentate de instalații hidraulice. Cu ocazia Expoziției Universale din 1900, Eiffel a înlocuit ascensoarele și mașinile cu aburi care alimentau sistemul hidraulic cu motoare electrice.
Două instalații istorice, instalate în anul 1899 de „Fives-Lilles” în pilonii estic și vestic, pot fi vizitate și astăzi în cadrul unui tur special. Ascensoarele au fost modernizate în anii 1986 și 1987, iar din anii 1990 au fost supuse mai multor lucrări de recondiționare generală. În anul 2010, au fost montate cabine moderne, climatizate, cu două etaje, fiecare având capacitatea de a transporta 56 de persoane.
În pilonul sudic se află un ascensor înclinat produs de Otis, care din anul 1983 este destinat exclusiv vizitatorilor restaurantului „Jules Verne”. În anul 1989, acestuia i s-a adăugat un lift de marfă cu o capacitate de patru tone. În pilonul nordic a fost instalat în anul 1965 un ascensor înclinat fabricat de Jeumont-Schneider; acesta a fost recondiționat complet în anii 1990. Capacitatea ascensorului din pilonul nordic este de 920 de persoane pe oră, iar cele din pilonii estic și vestic pot transporta 650 de persoane pe oră. Ascensorul mic către restaurant poate transporta cel mult zece persoane per cursă. Liftul de marfă din pilonul sudic poate transporta alternativ 30 de persoane sau patru tone de mărfuri per cursă.

#### Ascensoarele verticale de la etajul al doilea în sus

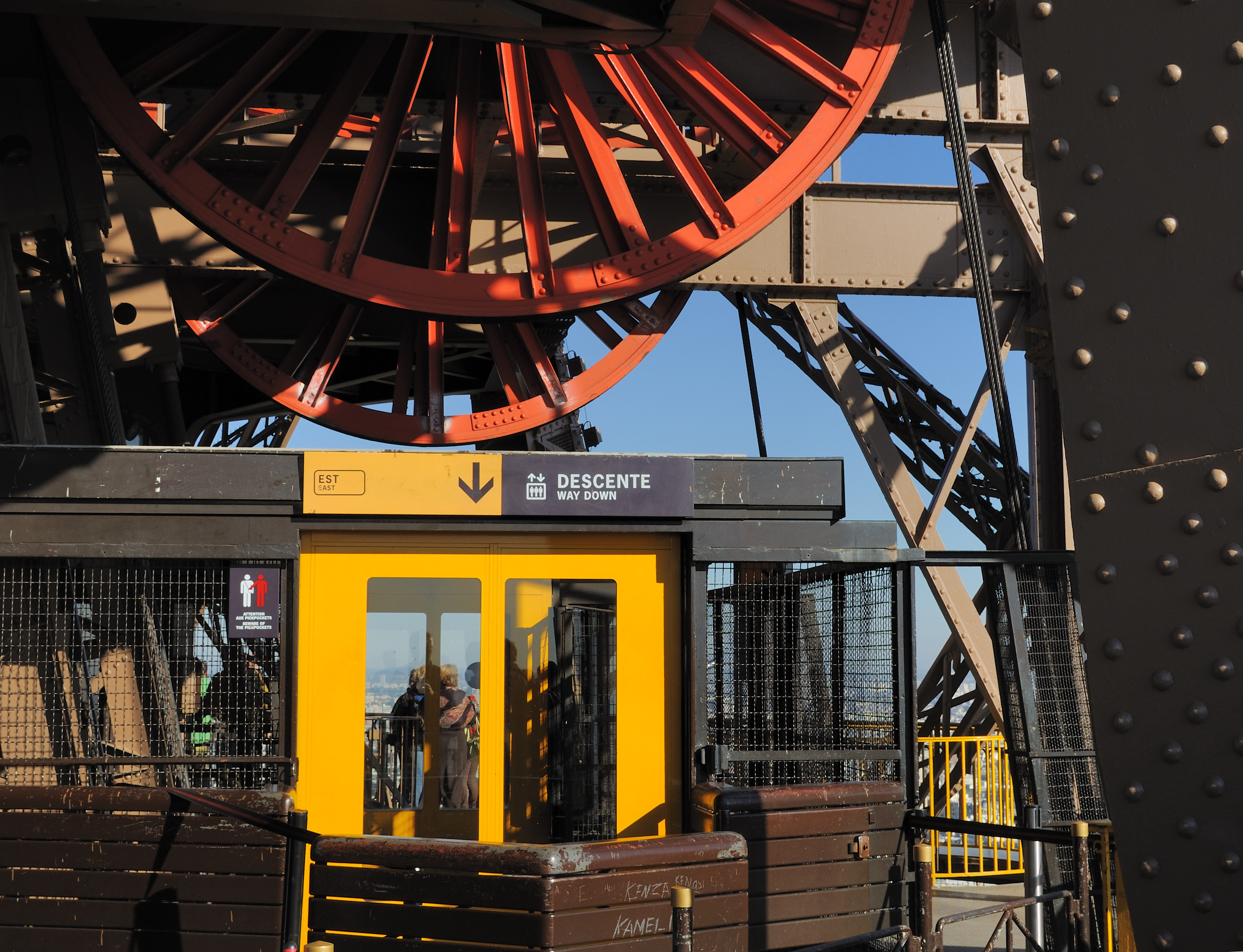
Ascensor vertical

Ascensoarele verticale originale, care făceau legătura între al doilea și al treilea etaj, au fost construite de Léon Edoux, un fost coleg de clasă al lui Eiffel. Aceste ascensoare, acționate tot hidraulic, foloseau în locul unui contragreutate două cabine care se mișcau în sensuri opuse și se echilibrau reciproc. Din cauza acestui principiu, vizitatorii trebuiau să schimbe cabina la jumătatea drumului – aproximativ la 228 de metri înălțime. Platforma intermediară utilizată pentru acest schimb este încă vizibilă pe axul turnului.
Deoarece presiunea hidraulică necesară funcționării era generată cu apă depozitată în rezervoare aflate pe platformele de observație, ascensoarele nu puteau funcționa în lunile de iarnă. Aceste instalații au fost folosite aproape 100 de ani și au fost înlocuite abia în 1983 cu ascensoare electrice produse de compania Otis. Cele patru cabine noi leagă direct a doua platformă de observație cu cea de-a treia. Sistemul poate transporta până la 1140 de persoane pe oră.

### Numele gravate

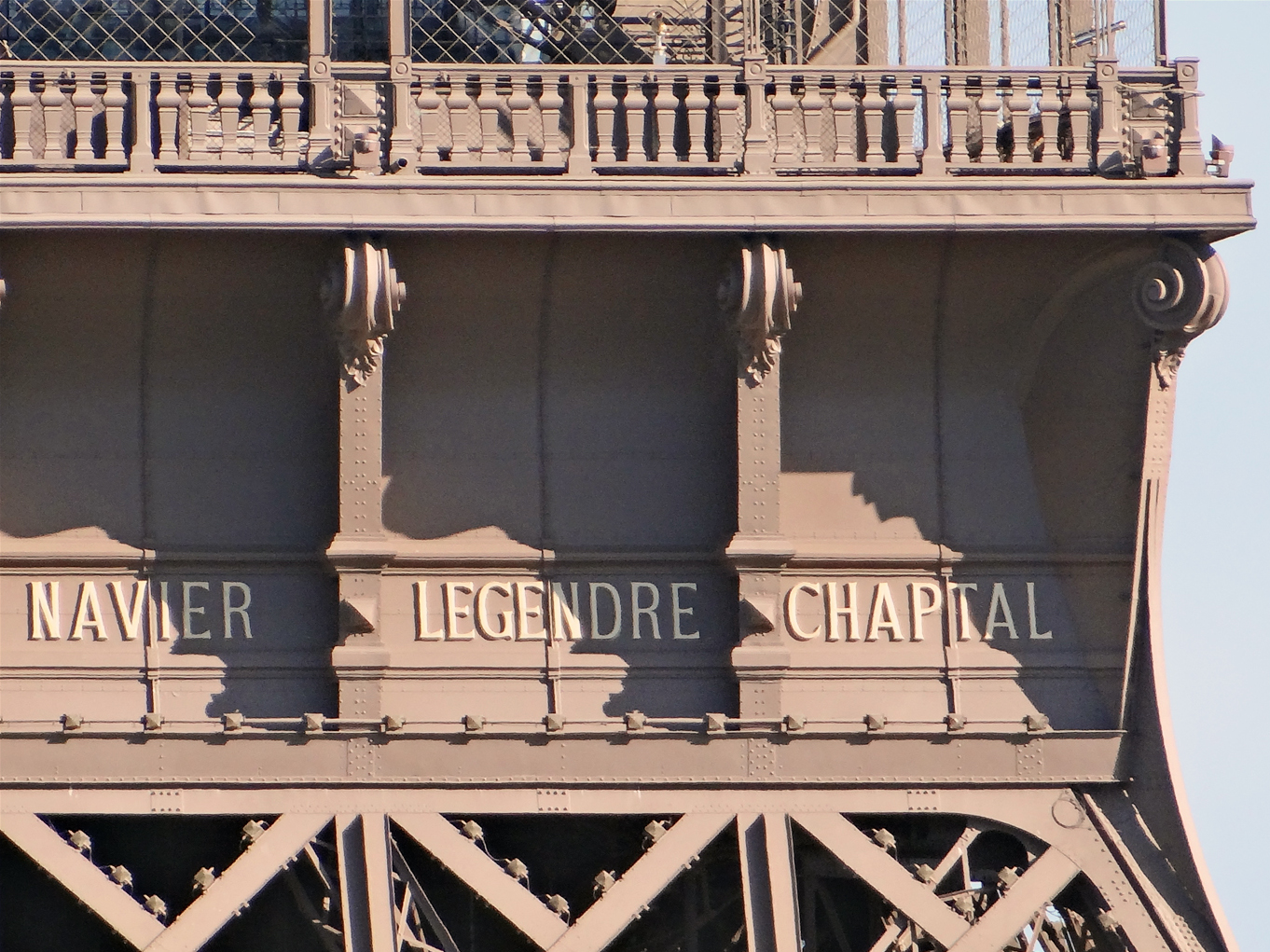
Numele gravate pe turn

Gustave Eiffel a gravat pe structura turnului numele a **72 de savanți, ingineri și matematicieni francezi**, drept recunoaștere a contribuțiilor lor. Eiffel a ales această „**invocare a științei**” ca răspuns la protestele artiștilor de la vremea respectivă. La începutul secolului al XX-lea, inscripțiile au fost acoperite cu vopsea, dar au fost restaurate între **1986–1987** de către Société Nouvelle d'exploitation de la Tour Eiffel, compania care administrează turnul.

### Estetică

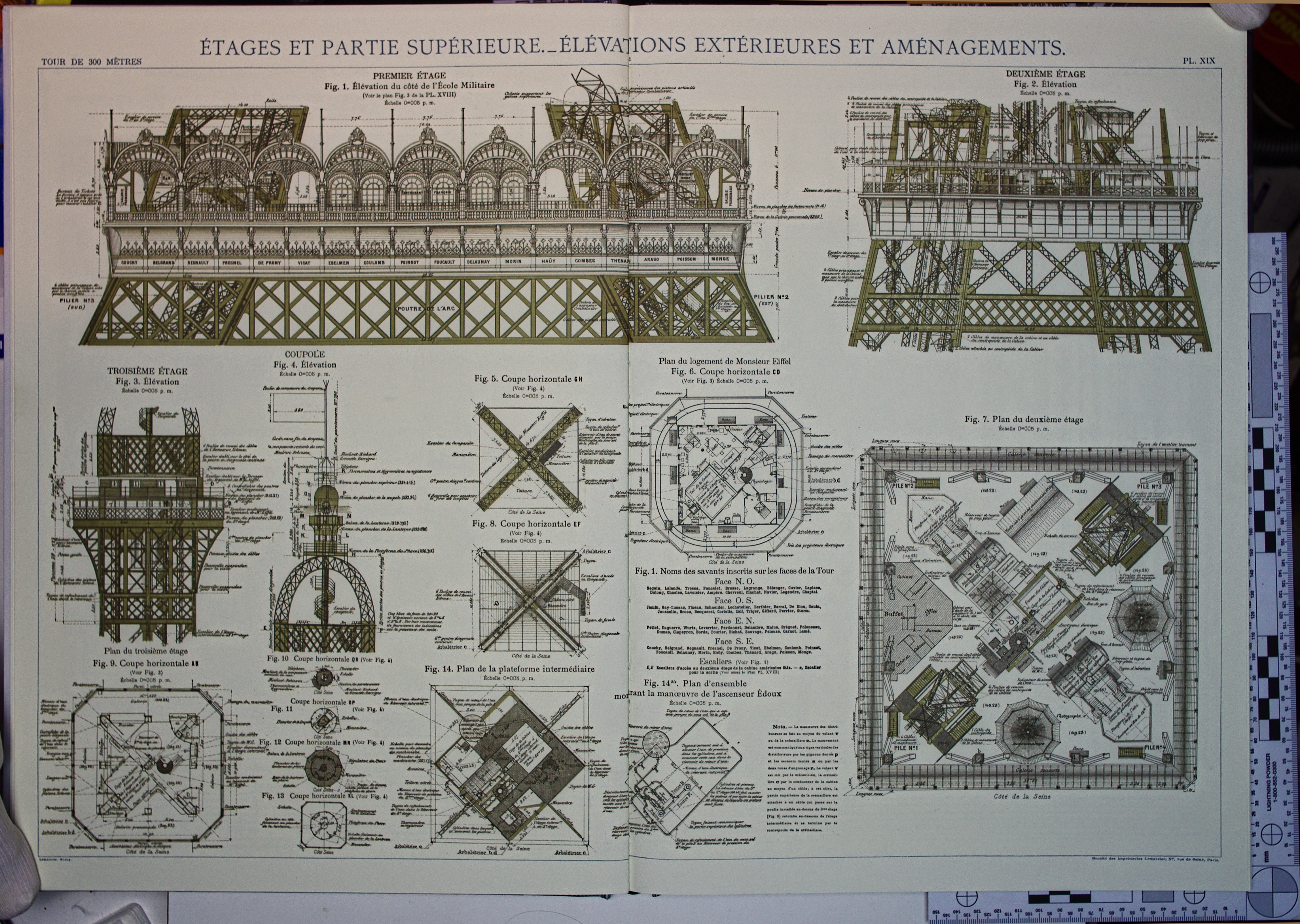
Detalii arhitecturale în original

Turnul este vopsit în trei nuanțe: mai deschis în partea superioară, devenind progresiv mai închis spre bază pentru a se armoniza cu cerul parizian. Inițial avea o culoare roșiatică, care a fost schimbată în 1968 la o nuanță bronzată cunoscută drept „Brun Turnul Eiffel”. În schimbarea considerată temporară, turnul a fost vopsit în auriu pentru a comemora Jocurile Olimpice din 2024 de la Paris.
După Jocurile Olimpice 2024, primarul Anne Hidalgo a propus păstrarea permanentă a inelor olimpice pe turn. Inelele, care măsoară 95 picioare (29 m) lățime și 43 picioare (13 m) înălțime, au fost instalate inițial pentru Jocuri și urmau să fie demontate după Paralimpice. Decizia a stârnit critici din partea familiei Eiffel și a unor locuitori îngrijorați de modificarea monumentului protejat. Inelele originale de 30 de tone vor fi înlocuite cu versiuni mai ușoare pentru afișare pe termen lung.
Singurele elemente nestructurale sunt cele patru arcade decorative din fier forjat, adăugate în schițele lui Sauvestre, care au avut rolul de a face turnul să pară mai masiv și de a crea o intrare mai impresionantă la expoziție.
Un clișeu din cultura populară este că orice fereastră pariziană oferă întotdeauna o vedere spre turn. În realitate, restricțiile de zonare limitează înălțimea majorității clădirilor din Paris la șapte etaje, doar un număr mic de construcții înalte având o vedere neîntreruptă către turn.

### Iluminare și artă luminoasă

##### Iluminare generală

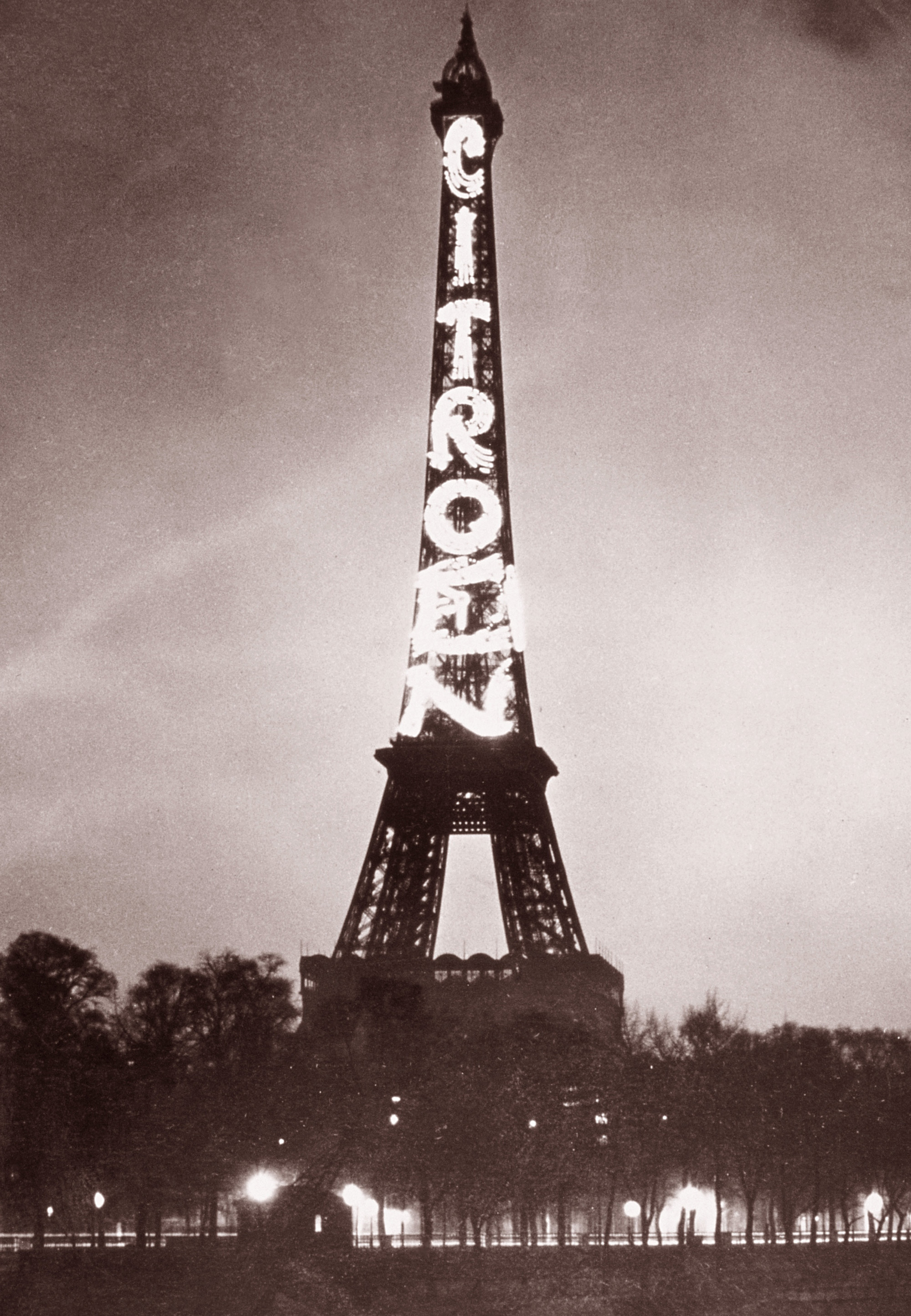
Reclamă luminoasă Citroën între 1925 și 1936

Încă de la finalizarea sa, Turnul Eiffel era iluminat cu felinare pe gaz. În vârful turnului se aflau de asemenea doi proiectoare mobile pe șine, care, cu ajutorul unui far luminos, scăldau cerul nopții pariziene în culorile tricolorului francez. În anul 1900, iluminatul cu gaz a fost înlocuit cu un sistem modern de ghirlande electrice alcătuit din 5000 de becuri, care conturau silueta turnului. În 1907, pe prima platformă de observație a fost instalat un ceas de șase metri înălțime, cu cifre luminoase. Înainte de aceasta, miezul zilei era semnalat la ora 12:00 printr-un foc de tun.
Începând cu 4 iulie 1925, pe Turnul Eiffel a fost instalată o reclamă formată din 250.000 de becuri, cu literele CITROËN montate vertical pe trei dintre laturile turnului. Această reclamă, concepută de André Citroën, era la vremea respectivă cea mai mare reclamă luminoasă din lume. În 1933, Citroën a completat reclama cu un ceas de 15 metri diametru și indicatoare colorate. Textul luminos, parte a unui spectacol de lumini costisitor, putea fi citit de la o distanță de până la 40 de kilometri și a fost înlăturat în 1936.
Cu ocazia Expoziția mondială Paris 1937, arhitectul André Granet a îmbrăcat Turnul Eiffel în raze de lumină. În 1985, inginerul de iluminat Pierre Bideau a instalat o nouă unitate de iluminare la Turnul Eiffel, inaugurată la trecerea în anul 1986. Aceasta este alcătuită din 352 de proiectoare cu sodiu la înaltă presiune de câte 600 W fiecare, grupate între patru și șapte lămpi, cu o putere totală de 320 kW. Sistemul luminează turnul de jos până în vârf, din interiorul structurii, evidențiind mai bine construcția. Consumul anual de energie este de aproximativ 680.000 kWh, redus cu circa 40 % față de sistemul anterior. O bec are, în aceste condiții de funcționare continuă, o durată de viață medie de aproximativ 6000 de ore. Din 21 iunie 2003, 20.000 de becuri fac turnul să sclipescă asemenea unui diamant timp de cinci minute, la începutul fiecărei ore, de la amurg până la ora 1 dimineața – în lunile de vară, până la ora 2 dimineața.
În 2015, în cadrul unui proiect de renovare energetică, iluminatul a fost din nou modificat. Lămpile existente au fost înlocuite cu iluminat LED eficient energetic. De asemenea, au fost instalate o pompă de căldură, un sistem fotovoltaic și două turbine eoliene de mici dimensiuni cu rotor vertical, pentru a acoperi o parte din necesarul energetic al turnului prin surse regenerabile.
La 5 aprilie 1997 – exact cu 1000 de zile înainte de anul 2000 – primarul Parisului Jean Tiberi a inaugurat un numărător invers montat la 100 de metri înălțime pe trunchiul Turnului Eiffel. Pe partea nord-vestică, spre Trocadéro, luminau zi și noapte cifre de 33 de metri înălțime și 12 metri lățime, cântărind 50 de tone și compuse din 1342 de proiectoare, care indicau zilele rămase până în anul 2000. Noaptea de Anul Nou, la 1 ianuarie 2000, a fost celebrată cu un foc de artificii de la Turnul Eiffel. Apoi, afișajul a fost schimbat în inscripția „2000” și a rămas aprins pe tot parcursul anului.

#### Iluminare specială ocazională

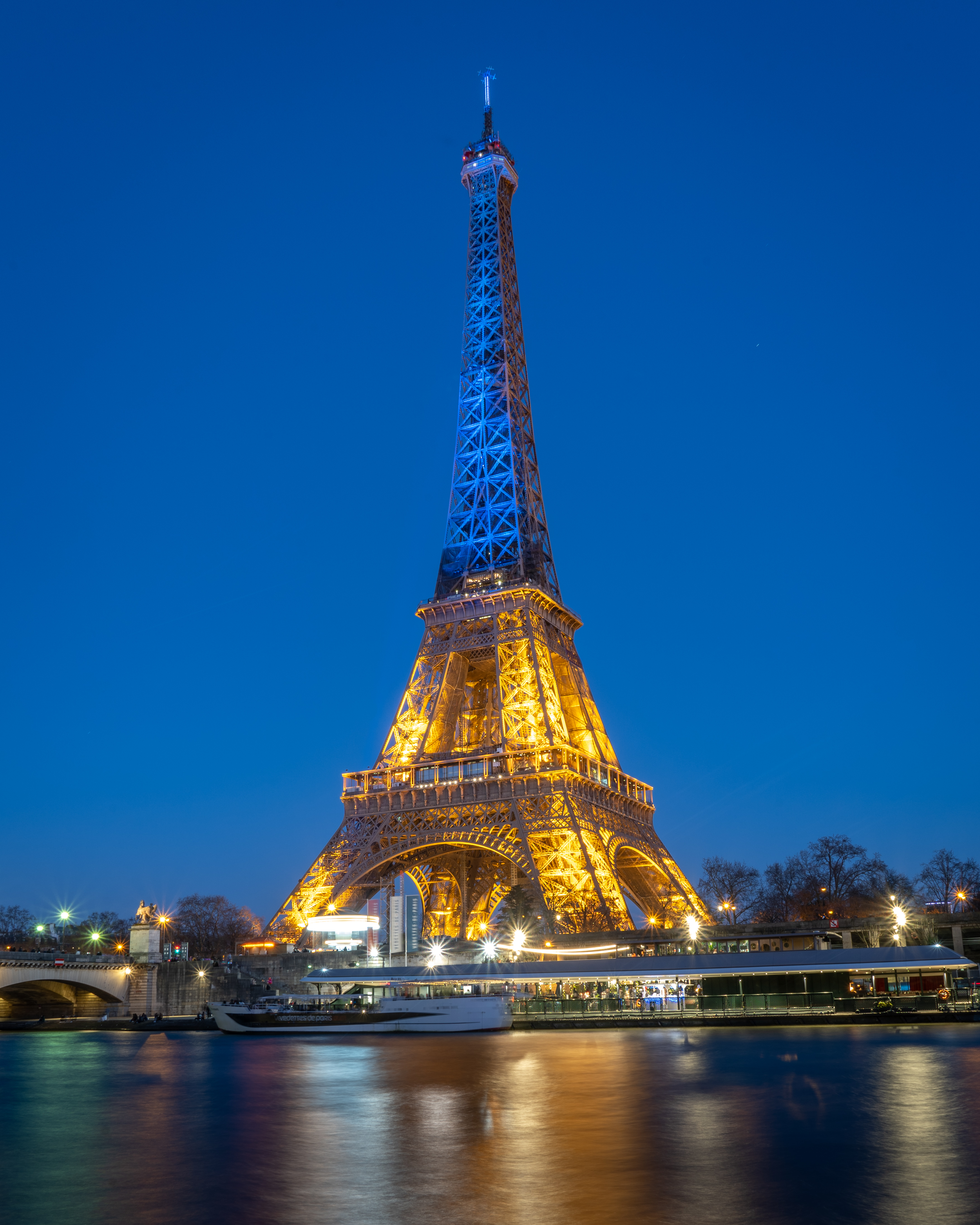
Turnul Eiffel în 2022 în culorile drapelului ucrainean

Turnul Eiffel primește iluminări speciale în funcție de anumite evenimente. Astfel, în anul centenarului său, 1989, pe trunchiul turnului străluceau literele 100 ans (100 ani). În cadrul schimbului cultural franco-chinez, între 24 și 29 ianuarie 2004 – în timpul Anului Nou Chinezesc – turnul a fost iluminat în roșu. La ceremonia de inaugurare au participat miniștrii culturii din Franța și China, precum și primarii din Paris și Beijing. A 20-a aniversare a Zilei Europei din 9 mai 2006 a fost marcată cu o iluminare albastră a turnului. La 1 februarie 2007, Turnul Eiffel a participat la acțiunea de mediu Earth Hour, stingând complet iluminarea între orele 19:55 și 20:00, pentru a promova economisirea energiei. Această acțiune a fost repetată pe 22 octombrie același an. În timpul Cupa Mondială de Rugby 2007, între 7 și 20 octombrie, partea inferioară a turnului, până la a doua platformă, a fost iluminată în verde, simbolizând terenul de joc. În plus, Turnul Eiffel a fost proiectat cu o poartă supradimensionată și un balon de rugby. În perioada iulie-decembrie 2008, cu ocazia președinției franceze a Consiliului UE, turnul a fost iluminat în albastru și împodobit cu cele douăsprezece stele galbene ale steagului european.
După Atentatele din 13 noiembrie 2015 la Paris precum și atacul de la Nisa din data de 14 iulie 2016, Turnul Eiffel a fost luminat timp de trei zile în culorile drapelului Franței, împărțite pe cele trei platforme. După Atacul de extremă dreapta de la München 2016, turnul a fost iluminat a doua zi în culorile Germaniei – negru, roșu și galben; după Atentatele de la Bruxelles din 22 martie 2016, în culorile Belgiei; iar între 25 și 27 februarie 2022, ca semn de solidaritate cu Ucraina invadată de Rusia, în culorile ucrainene, albastru și galben. După Atacul Hamas asupra Israelului în 2023, la 9 octombrie 2023, turnul a fost iluminat în culorile naționale ale Israelului.

### Întreținere
Întreținerea turnului presupune aplicarea a 60 de tone de vopsea la fiecare 7 ani pentru a preveni ruginirea. De la construcție, turnul a fost revopsit complet de cel puțin 19 ori (până în 2024), ultima dată în 2010. Vopseaua cu plumb a fost utilizată până anul în 2001, când practica a fost abandonată din motive de protecție a mediului.

## Turism

### Facilități pentru public

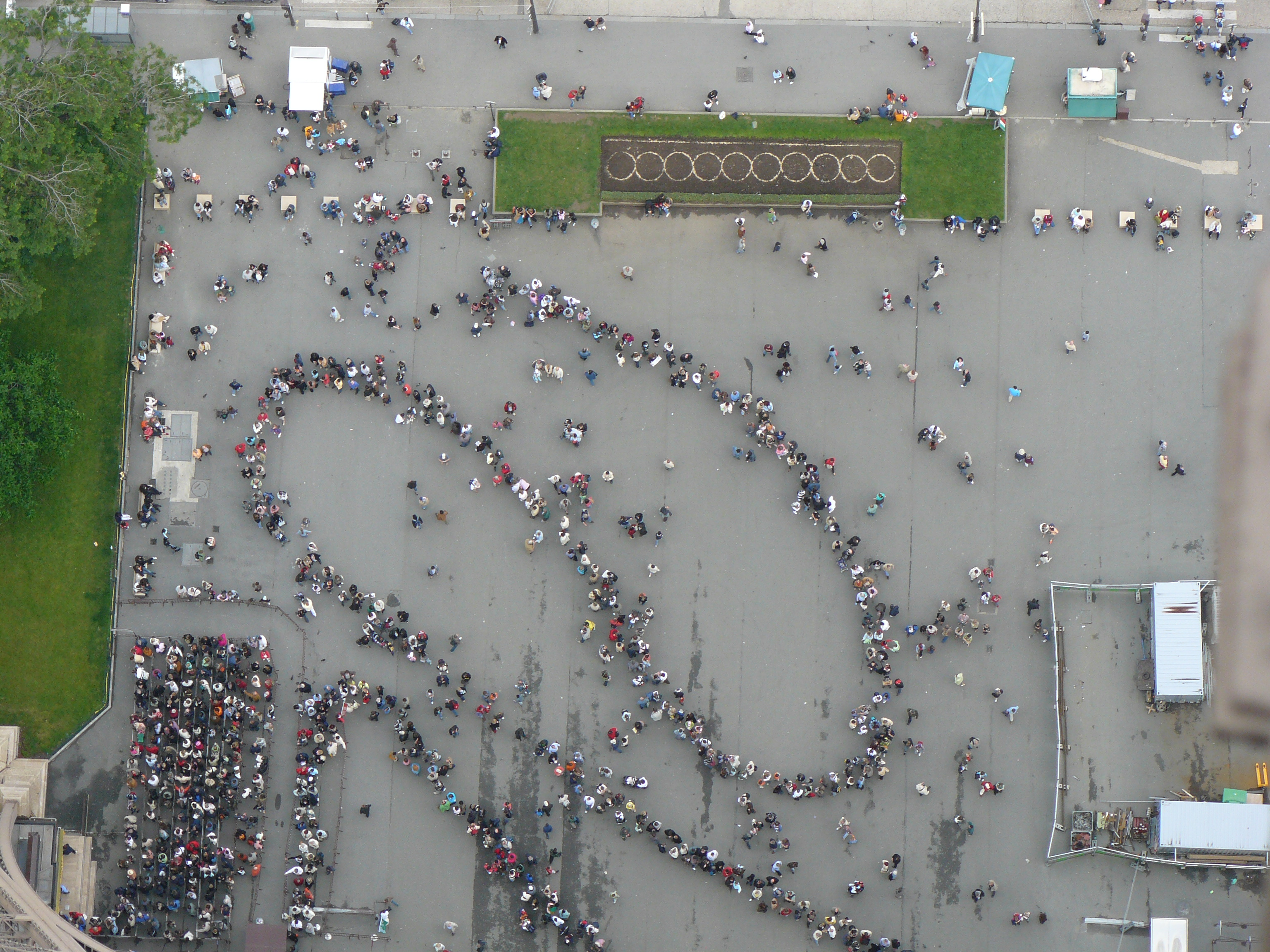
Coada de așteptare la Turnul Eiffel

Turnul Eiffel este, în principiu, accesibil publicului în toate cele 365 de zile ale anului, fără nicio zi de închidere. Doar în cazul unor furtuni puternice se poate ajunge la închideri sau la restricții de acces. În total, peste 600 de persoane sunt angajate în sau pentru acest simbol. Dintre acestea, 280 sunt funcționari administrativi care lucrează pentru SETE. Aproximativ 240 sunt angajați în unitățile de alimentație publică, 50 în vânzarea de suveniruri și alți 50 desfășoară diverse activități, în principal de natură tehnică. În interiorul turnului se află un oficiu poștal, iar un detașament propriu al poliției asigură paza monumentului. Datorită veniturilor relativ ridicate, Turnul Eiffel este una dintre puținele atracții turistice din Franța care nu beneficiază de subvenții de stat.

### Numărul vizitatorilor și statistici
În anul inaugurării sale, în cadrul Expoziției Universale din 1889, aproape 1,9 milioane din totalul de 32,3 milioane de vizitatori ai expoziției au urcat pe Turnul Eiffel. În următorii zece ani, numărul vizitatorilor a scăzut la o medie de aproximativ 250.000. În timpul Expoziției Universale din 1900, deși numărul total al vizitatorilor a fost mult mai mare (50,8 milioane), Turnul Eiffel a înregistrat doar puțin peste 1 milion de vizitatori. În anii următori, cifra a scăzut sub nivelul primilor zece ani, până când turnul a fost închis pentru public în timpul Primului Război Mondial, între 1915 și 1918. La redeschiderea din 1919, numărul anual de vizitatori a crescut la aproape 480.000. Au existat două creșteri remarcabile în 1931 și 1937, în timpul Expoziției Coloniale de la Paris și respectiv a Expoziției Universale din 1937, fiecare înregistrând peste 800.000 de vizitatori. Din cauza celui de-al Doilea Război Mondial, Turnul Eiffel a fost închis în 1940 și redeschis în iunie 1946. La începutul anilor 1950, numărul vizitatorilor a ajuns la aproximativ 1 milion; în deceniile următoare acesta a crescut constant, incluzând mulți turiști străini. La mijlocul anilor 2000, peste 6,5 milioane de oameni au vizitat turnul; în 2011 și 2014 numărul a fost de aproximativ 7 milioane. Cifra de afaceri din 2011 a atins 85,7 milioane de euro. Odată cu creșterea numărului de vizitatori, care în zilele de vârf poate ajunge la aproximativ 35.000, timpii de așteptare au crescut uneori la câteva ore; s-a temut de supraaglomerare. Până în 2011, peste 260 de milioane de persoane au vizitat Turnul Eiffel de la deschidere. La 28 septembrie 2017 a fost înregistrat vizitatorul cu numărul 300 de milioane.
În anii 2010, numărul anual de vizitatori s-a stabilizat în jurul a șase milioane. Excepția a fost anul 2020, când numărul a scăzut la puțin peste un milion din cauza pandemiei mondiale de COVID-19 și a închiderii necesare a multor obiective turistice publice.
Conform unui sondaj statistic realizat în 2009 pe un eșantion de 7.989 de vizitatori, s-a conturat următorul profil: majoritatea vizitatorilor proveneau din Europa de Vest (43%), din Franța metropolitană (29%) și America de Nord (11%). În afară de Franța, țările cu cei mai mulți vizitatori erau Germania cu 8,5%, Regatul Unit cu 8,1%, urmate de Statele Unite (7,6%), Spania (7,3%), Italia (4,8%) și Australia (4,1%). Dacă se împart vârstele vizitatorilor în categorii „sub 25 de ani”, „26 până la 35 de ani”, „36 până la 45 de ani” și „peste”, fiecare categorie reprezintă aproximativ un sfert. Cei peste 56 de ani reprezentau doar 6,4%. Majoritatea vizitatorilor au venit însoțiți de familie (63,8%); aproximativ 23% au vizitat Turnul Eiffel împreună cu prietenii, iar 7,8% în grupuri organizate. Aproape jumătate (46,1%) au ajuns cu metroul, 17,3% pe jos, 12% cu mașina personală și 7,5% cu autobuzul. Aproximativ 46% dintre cei chestionați mai vizitaseră anterior Turnul Eiffel.

## Evenimente

### Accidente și decese
Prezența omniprezentă a Turnului Eiffel în peisajul urban parizian a determinat, de-a lungul timpului, numeroase persoane să se angajeze în aventuri îndrăznețe sau performanțe sportive extreme. La data de 13 iulie 1901, aviatorul brazilian Alberto Santos Dumont a evitat cu greu o coliziune în timp ce manevra aeronava sa între Saint-Cloud și Champ de Mars.
Turnul a inspirat mai multe persoane să încerce să sară de pe el cu dispozitive improvizate asemănătoare unor parașute. Printre figurile tragice se numără croitorul Franz Reichelt, care și-a croit un frac cu pelerină largă și a montat arcuri pentru sărituri pe acesta. Planul său anunțat a atras numeroși spectatori curioși. După o ezitare, vienezul Reichelt a sărit la data de 4 februarie 1912 de pe prima platformă, în fața jurnaliștilor și spectatorilor prezenți, cu echipamentul său nefuncțional, și a murit în urma accidentului. Despre acest eveniment există chiar un documentar istoric în film.
Francezul Marcel Gayet și-a pierdut viața în anul 1928 în urma unui salt similar de pe primul nivel. Alte încercări cu parașute inovatoare au avut succes, inspirând realizatorii filmelor James Bond să includă o scenă corespunzătoare. Aviatorul de 23 de ani Léon Collot a murit în noiembrie 1926 – conform altor surse la 24 februarie 1926 – încercând să treacă cu avion ușor prin arcada de la baza turnului. A fost orbit de soare și s-a încurcat într-o antenă radio, care la acea vreme era întinsă între vârful turnului și sol.
Simbolul parizian a fost de asemenea locul multor sinucideri. Prima sinucidere raportată a avut loc la data de 15 iunie 1898, când o femeie s-a spânzurat. În total, aproximativ 400 de persoane și-au luat viața sărind de pe Turnul Eiffel.

### Performanțe sportive și recorduri

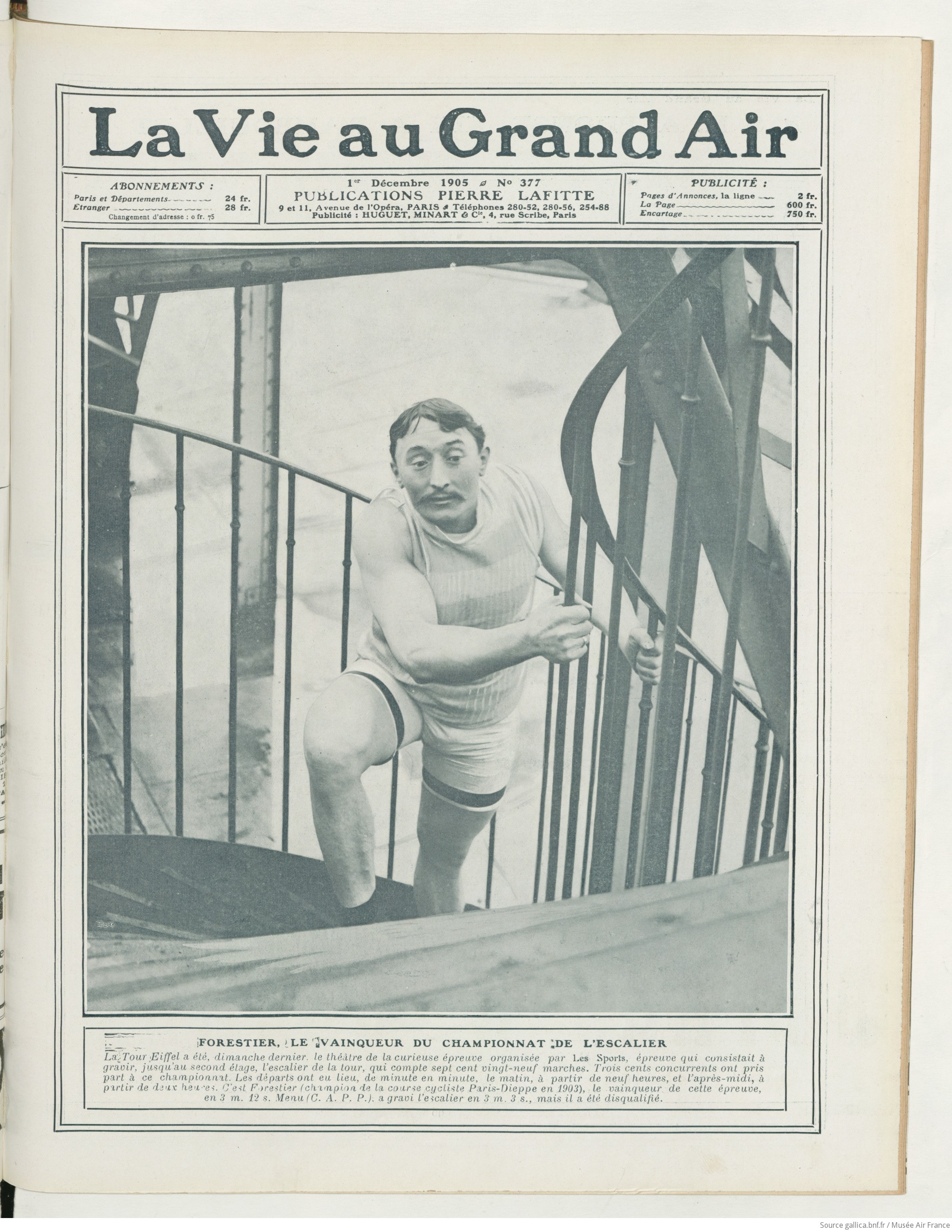
Coperta revistei Le Sport despre alergarea pe scări din 26 noiembrie 1905

Turnul Eiffel a stimulat mereu oamenii să-și asume provocări artistice sau sportive. Conte Lambert a survolat cu succes turnul la 18 octombrie 1909 cu avionul său. Totodată, turnul a fost locul unor performanțe neobișnuite, recorduri amuzante sau alte acțiuni mediatizate. Încă din anul 1905, ziarul Le Sport a organizat un concurs pentru cea mai rapidă urcare până la a doua platformă. La competiția de alergare pe scări din 26 noiembrie au participat 227 de alergători. Câștigătorul Forestier a reușit să urce în 3 minute și 12 secunde, primind ca premiu o bicicletă Peugeot. Cu ocazia celei de-a 75-a aniversări a Turnului Eiffel, în mai 1964, alpiniștii Guido Magnone și René Desmaison au escaladat oficial partea exterioară a turnului. Spectacolul a fost transmis prin Eurovision.
La data de 4 iunie 1948, un elefant (pretinsă a avea 85 de ani) din circul Bouglione a urcat cele 347 de trepte până la prima platformă. În anul 1983, Charles Coutard și Joël Descuns au urcat și coborât scările Turnului Eiffel cu motociclete motocross. Un an mai târziu, Amanda Tucker și Mike MacCarthy au reușit, fără permisiune oficială, să sară cu parașuta de pe a treia platformă. Neozeelandezul A. J. Hackett a efectuat în 1987 primul său salt bungee de pe a doua platformă de observație.
Artistul de frânghie înaltă Philippe Petit a reușit în anul 1989 să traverseze Sena pe o sârmă de oțel întinsă pe aproximativ 800 m de la Palais de Chaillot până la etajul doi al Turnului Eiffel. Petit a lucrat aproximativ 15 ani pentru a obține aprobarea acestei acțiuni. Parcurgerea, ce a durat circa o oră, a fost urmărită de aproximativ 250.000 de spectatori.
În 1995, triatlonistul Yves Lossouarn a stabilit un nou record de 8 minute și 51 secunde pentru urcarea până în vârful turnului. În competiția sportivă organizată de postul de televiziune arte, el a învins un pluton de 75 de sportivi. De asemenea, mai mulți base-jumperi au sărit de pe Turnul Eiffel, inclusiv renumitul elvețian Ueli Gegenschatz, care a sărit de pe cea mai înaltă platformă la data de 1 aprilie 2008.
Atleta franceză de curse cu obstacole extreme Anouk Garnier (1989/1990) a urcat la data de 10 aprilie 2024 – cu 3,5 luni înainte de Jocurile Olimpice de vară 2024 de la Paris – în 18 minute pe frânghia din cânepă suspendată liber de la sol până la etajul 2 și a doborât recordul mondial de alpinism pe frânghie pentru ambele sexe. Ea s-a pregătit îndelung pentru această performanță și a strâns fonduri pentru lupta împotriva cancerului. A folosit o ham pentru șezut și asigurare cu corzi.

### Evenimente mari și concerte
Pe lângă cele patru expoziții universale din anii 1889, 1900, 1931 și 1937, Turnul Eiffel a fost folosit de nenumărate ori ca decor sau loc de desfășurare pentru concerte și alte evenimente mari.
La 25 septembrie 1962, Édith Piaf a susținut ultimul său concert pe prima platformă a Turnului Eiffel, în fața a 25.000 de spectatori. Evenimentul a fost folosit și ca platformă publicitară pentru filmul Ziua cea mai lungă (Der längste Tag). Chansoniștii Charles Aznavour și Georges Brassens au susținut de asemenea un concert la Turnul Eiffel, în 1966. La 14 iulie 1995, Jean-Michel Jarre a ținut un concert pentru mai multă toleranță, sub egida UNESCO, la poalele Turnului Eiffel. Concertul transmis în direct la nivel mondial a fost ascultat de aproximativ 1,2 milioane de persoane.
Cu ocazia celei de-a 12-a ediții a Ziua Mondială a Tineretului 1997, la 21 august s-au adunat aproximativ 300.000 de pelerini pe Champ de Mars, în fața Turnului Eiffel, unde Papa de atunci, Ioan Paul al II-lea, a ținut un discurs.
Orchestre de Paris și Boston Symphony Orchestra au susținut în mai 2000 un concert gratuit în fața Turnului Eiffel, care a fost iluminat special pentru ocazie. La aceste concerte au participat aproximativ 800.000 de persoane. În același an, la 10 iunie, Johnny Hallyday a susținut un concert în aer liber în fața a 600.000 de spectatori, însoțit de un spectacol de lumini și artificii.

## Comunicații

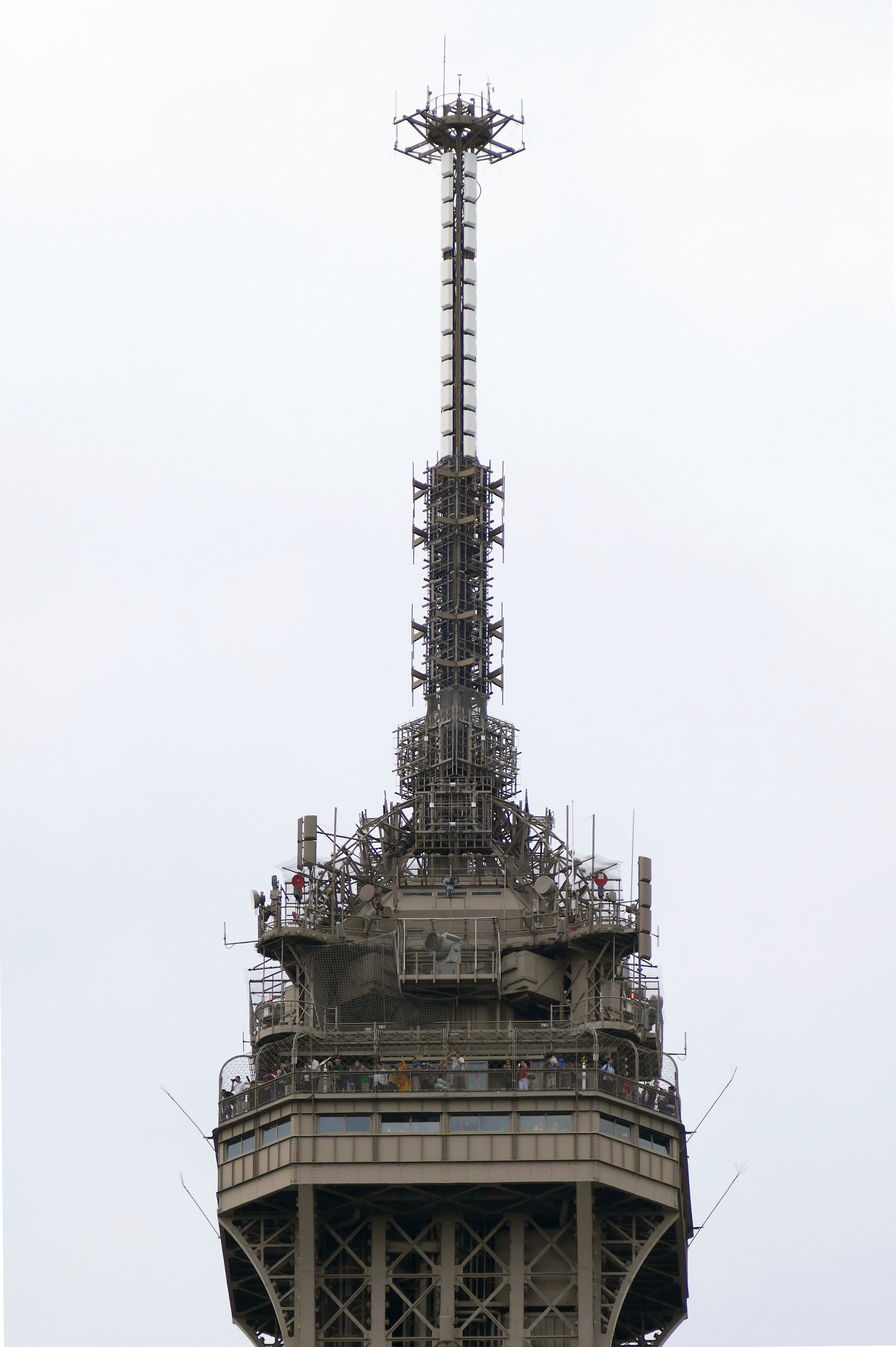
Vârful Turnului Eiffel cu antene

Turnul a fost folosit pentru transmisiuni radio încă de la începutul secolului al XX-lea. Până în anii 1950, seturi de fire antenă se întindeau de la cupolă la ancoraje pe Avenue de Suffren și Champ de Mars. Acestea erau conectate la emițătoare de unde lungi (longwave) din mici buncăre. În 1909, un centru radio subteran permanent a fost construit lângă pilonul sudic, care există și astăzi.
Pe data de 20 noiembrie 1913, Observatorul din Paris a folosit Turnul Eiffel drept antenă pentru a schimba semnale radio cu Observatorul Naval al Statelor Unite (care a utilizat o antenă din Arlington County, Virginia). Scopul transmisiunilor a fost măsurarea diferenței de longitudine între Paris și Washington, D.C.

### Frecvențe radio
| Frecvență | kW | Nume          |
| --------- | -- | ------------- |
| 87.8 MHz  | 10 | France Inter  |
| 89.0 MHz  | 10 | RFI Paris     |
| 89.9 MHz  | 6  | TSF Jazz      |
| 90.4 MHz  | 10 | Nostalgie     |
| 90.9 MHz  | 4  | Chante France |

### Televiziune digitală
Prima antenă de televiziune a fost instalată pe turn în 1957, mărindu-i înălțimea cu 18,7 metri. Lucrările din 2000 au adăugat încă 5,3 metri, atingând înălțimea totală de 324 de metri. Emisiile analogice au încetat pe 8 martie 2011.

## Drepturile de autor asupra iluminării

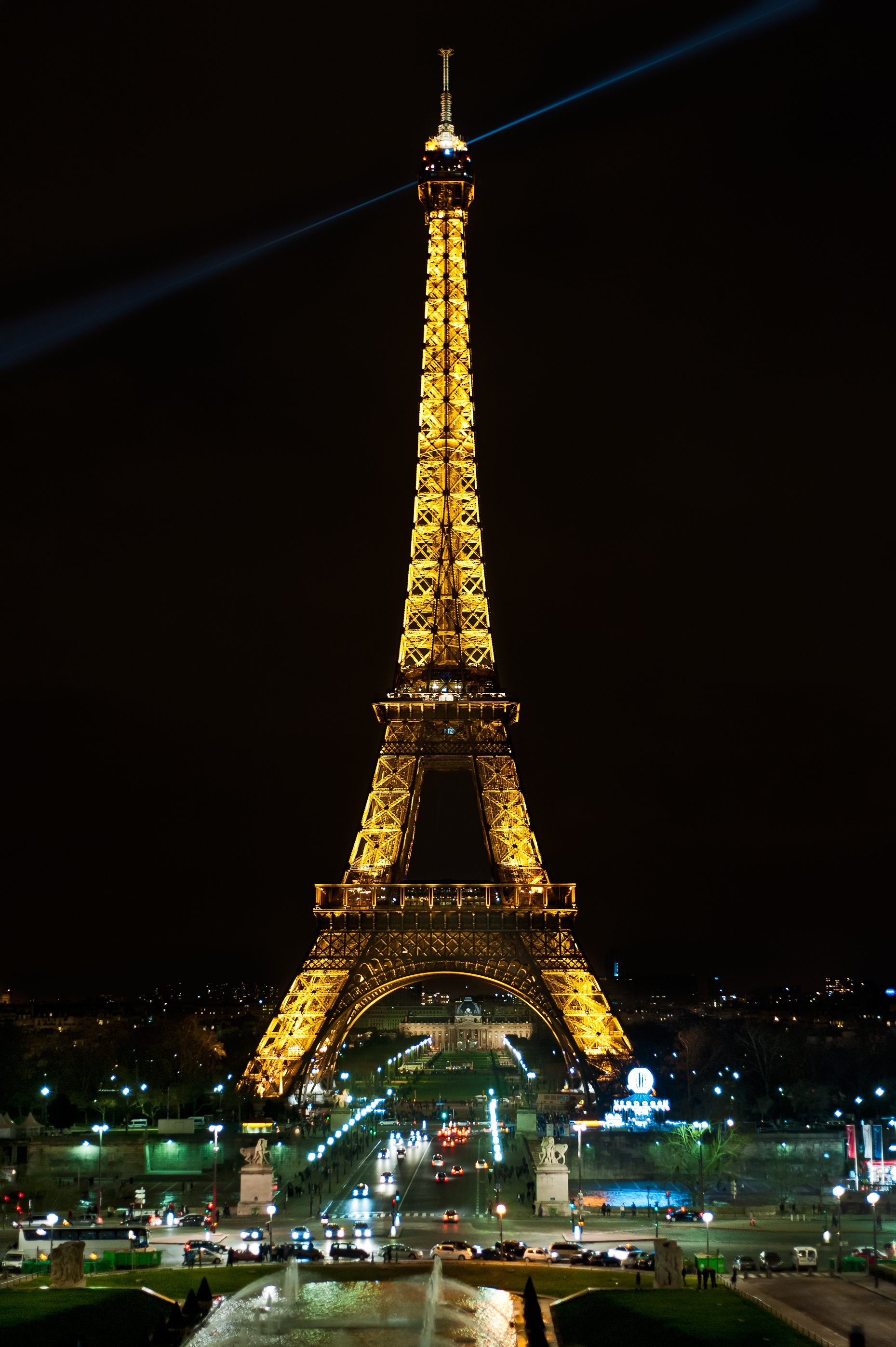
Turnul Eiffel iluminat în 2012

Turnul și imaginea sa se află în domeniul public din anul 1993, la 70 de ani după moartea lui Eiffel. În luna iunie a anului 1990, o instanță franceză a decis că un spectacol special de lumini realizat în 1989, pentru a marca centenarul turnului, reprezintă o „creație vizuală originală” protejată de drepturi de autor. Curtea de Casație, cea mai înaltă instanță judiciară din Franța, a confirmat această hotărâre în martie 1992. Société d'Exploitation de la Tour Eiffel (SETE) consideră în prezent orice iluminare a turnului ca o lucrare de artă separată, protejată prin drepturi de autor. Prin urmare, SNTE susține că publicarea de fotografii contemporane cu turnul iluminat noaptea este ilegală fără permisiune, în Franța și în unele alte țări, atunci când este realizată în scopuri comerciale. Din acest motiv, imaginile sau videoclipurile cu turnul iluminat noaptea sunt rareori întâlnite pe site-urile de imagini de stoc, iar instituțiile media le difuzează foarte rar.
Aplicarea drepturilor de autor a fost una controversată. Directorul de documentare al instituției cunoscute la acel moment sub numele de Société Nouvelle d'exploitation de la Tour Eiffel (SNTE), Stéphane Dieu, declara în 2005: „Este într-adevăr doar o modalitate de a gestiona utilizarea comercială a imaginii, astfel încât să nu fie folosită în moduri pe care nu le aprobăm”. SNTE a obținut venituri de peste 1 milion de euro din taxe de copyright în anul 2002. Totuși, aceste reglementări pot restricționa publicarea fotografiilor turistice ale turnului noaptea, dar și apariția sa în publicații non-profit sau semi-comerciale.
Conform unui articol din anul 2014 publicat în Art Law Journal, această revendicare a drepturilor de autor nu a fost testată în instanță până în prezent, iar nu s-au făcut eforturi pentru a identifica milioanele de persoane care au distribuit imagini ale turnului iluminat pe internet. Cu toate acestea, articolul menționează că utilizările comerciale, precum apariția într-o revistă, pe un poster de film sau pe ambalajul unui produs, pot necesita obținerea unei permisiuni prealabile.
Doctrina și jurisprudența franceză permit includerea unei opere protejate într-o imagine atâta timp cât prezența acesteia este incidentală sau secundară în raport cu subiectul principal reprezentat, o interpretare similară cu regula de minimis. Astfel, SETE ar putea să nu aibă temei legal pentru a revendica drepturi de autor asupra fotografiilor cu Parisul în care apare și turnul iluminat.